# ホルン＝バート・マインベルク

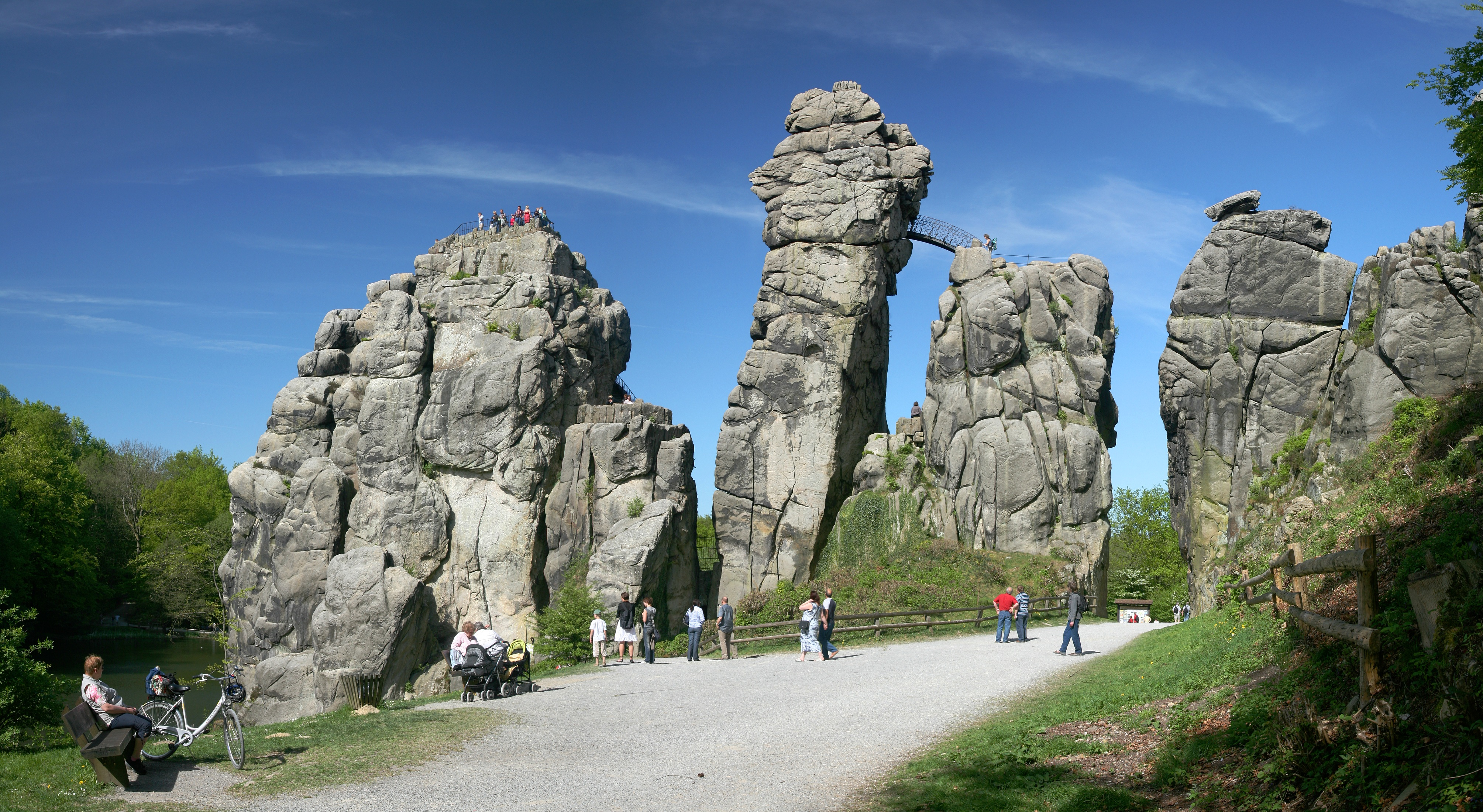
エクステルンシュタイネ

ホルン＝バート・マインベルク (ドイツ語: Horn-Bad Meinberg,  Horn-Bad Meinberg) は、ドイツ連邦共和国ノルトライン＝ヴェストファーレン州北東部のオストヴェストファーレン＝リッペ地方（デトモルト行政管区）リッペ郡に属す市である。トイトブルクの森の辺縁部に位置し、特に名勝エクステルンシュタイネで知られている。バート・マインベルク市区はリッペの州指定温泉地である。

## 地理

### 位置
南から北に向かって延びるエッゲ山地の北端は、西から東に向かって延びるトイトブルクの森の東端に行き当たる。市内には、エッゲ山地で最も高い2つの山であるリッピシェ・フェルマーストート（海抜 441.4 m）とプロイシシェ・フェルマーストートおよびトイトブルクの森で最も高い海抜 446.4 m のバルナッケンがある。これら2つの中低山地は、ジルバーバッハの峡谷で区別される。市内の最も低い場所は海抜 125 m である。
トイトブルクの森を横断する全長 156 km の遊歩道ヘルマンスヴェークと欧州広域遊歩道 E1号線（スウェーデンからイタリアまで）の 70 km の区間にあたるエッゲヴェークは本市の市内で交差している。
ホルン市区とホルツハウゼン＝エクステルンシュタイネ市区との間に有名なトイトブルクの自然文化財であるエクステルンシュタイネがあり、その近くからヴィームベッケ川が湧出している。
ヴェーレン市区ではヴェレ川が湧出し、ヘルフォルト方面へ流れ下る。
市域の一部はトイトブルクの森/エッゲ山地自然公園に属しており、長く延びたゼンネ＝エッゲ自然公園も本市の市域に触れている。

### 地質学

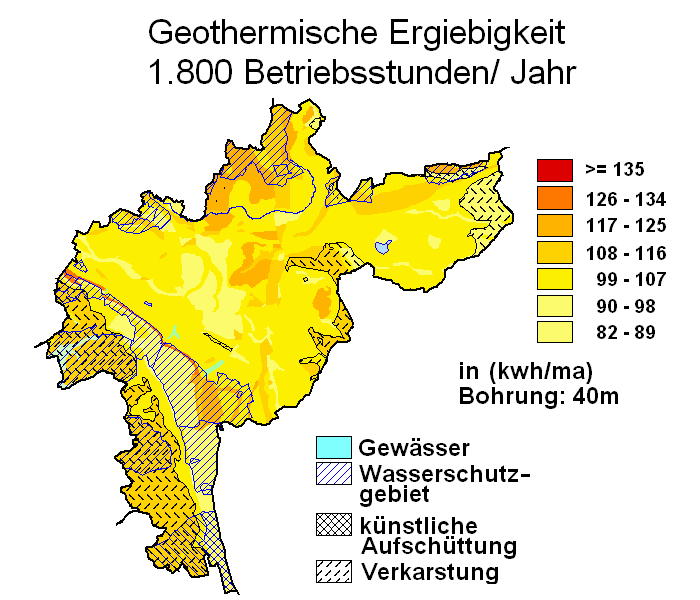
ホルン＝バート・マインベルクの地熱分布図

リッパー・ベルクラントは、本市内では主に中生代の泥灰岩、石灰岩、砂岩からなる。これらの堆積岩は、1 – 2 km の厚さで堆積した。これらは地質学的時代の進行とともに隆起し、造山活動の過程で多くの背斜、向斜、地塁、地溝に分断されていった。こうした表層の下に古生代、特にデヴォン紀、石炭紀、ペルム紀の岩層がある。氷期の粗い岩（中礫岩、砂、黄土）は、特に中低山地北東部の前山地方、斜面地方や、峡谷部に分布している。
地下水脈は、複雑な地質学的構造を反映して水質に差違が生じる。帯水層を形成しているのは主に、白亜紀後期と殻灰統（三畳紀中期）のカルスト化した石灰岩、上畳統（三畳紀後期）の割れ目の入った泥灰岩、白亜紀前期の砂岩である。地下水は、時折、岩塩や深い地層の石膏が溶出することで塩分やミネラルを含む。バート・マインベルクでは、地下約 260 m の斑砂統の層に炭酸を含んだ地下水脈がある。
ホルン＝バート・マインベルクは、いくつかの谷（ホルン市区もその一つである）の集合体であり、地熱ゾンデによる地熱源や地熱ポンプを利用した地熱利用は良好から極めて良好な状態にある（右図参照）。

### 市域の広がりと土地使用
「小さな中規模都市」に分類される本市の面積は 90.16 km2 である。東西軸の最大長は約 14.9 km、南北軸のそれは約 15.5 kmである。
| 用途別面積 | 農業用地 | 森林   | 宅地、空き地 産業用地 | 交通用地 | 水域  | スポーツ用地 緑地 | その他 |
| ---------- | -------- | ------ | --------------------- | -------- | ----- | ----------------- | ------ |
| 面積 (km2  | 41.37    | 34.68  | 6.82                  | 4.57     | 0.66  | 1.73              | 0.31   |
| 占有率     | 45.9 %   | 38.5 % | 7.6 %                 | 5.1 %    | 0.7 % | 1.9 %             | 0.3 %  |

### 隣接する市町村
本市は、西からリッペ郡のシュランゲン、デトモルト、ブロムベルク、シーダー＝シュヴァーレンベルクと境を接する。南はシュタインハイムを介してヘクスター郡と接する。南西はパーダーボルン郡のアルテンベーケンおよびバート・リップシュプリンゲと隣り合う。

### 市の構成
本市は基本条例によれば、たとえば代表者が統括するような意味での明確な市区あるいは地区で構成されているわけではない。しかし、1970年の自治体再編の際にホルン＝バート・マインベルク市を構成することとなった旧自治体および地区については明確に列記されている。基本条例の§1には以下のように記されている:「本市は、デトモルト郡新設に関する法律（GV NW S. 799) が1969年12月2日に発効したことに伴い、1970年1月1日にホルン市とバート・マインベルク、ベレ、ベレンベルク、ビラーベック、フロムハウゼン、ヘーステン、ホルツハウゼン＝エクステルンシュタイネ、レオポルツタール、シュメディッセン、ファールハウゼン・バイ・ホルン、フェルトロム、ヴェーレン、ケンペンフェルトロム、オーバーシェーンハーゲンの一部（フィッセンクニック）、シェーネマルクの一部（ヴィルベルク）が合併して成立した」 このため、本市のウェブサイトでは、16の市区に分割されると明確に述べている。 これは合併前に独立した自治体であった 14の地区に加えて、フィッセンクニックとヴィルベルクが市区となっている。しかし、旧町村のケンペンフェルトロム (Kempenfeldrom) とフェルトロム (Veldrom) の明確な区分がないため、市のウェブサイトでは合わせて「Feldrom / Veldrom / Kempen」と表記している。これは、16という市区数とは矛盾するが、フェルトロム（Feldrom、ケンペンフェルトロムの旧地区）とフェルトロム (Veldrom) とが都市構成上（および語源学上）一つの集落を形成していることを反映したものである。両者の概念上の分離は、リップシュプリンゲ和議に由来するプロイセン/パーダーボルンとリッペとの国境策定という歴史的な経緯によって生じた。2つの地区に分割するのであれば、ケンペンを一つ、フェルトロム (Feldrom / Veldrom) をもう一つの市区とする分割方法が、都市構成上実情に合致している。こうした食い違いがあるものの、本市の地区あるいは市区区分には、政治上、行政技術上の役割はいずれにせよほとんどない。基本条例に記述されたホルン=バート/マインベルクを構成する16地区を以下に示す。
| 地区別人口（2004年12月31日現在）                 | 地区別人口（2004年12月31日現在） | 地区別人口（2004年12月31日現在） | 地区別人口（2004年12月31日現在）           | 地区別人口（2004年12月31日現在） |
| 地区名                                           | 地区名                           | 人口（人）                       | ホルン＝バート・マインベルク市の地区配置図 |                                  |
| ------------------------------------------------ | -------------------------------- | -------------------------------- | ------------------------------------------ | -------------------------------- |
| バート・マインベルク                             | Bad Meinberg                     | 4,636                            |                                            |                                  |
| ベレ                                             | Belle                            | 1,196                            |                                            |                                  |
| ベレンベルク                                     | Bellenberg                       | 337                              |                                            |                                  |
| ビラーベック                                     | Billerbeck                       | 447                              |                                            |                                  |
| フィッセンクニック                               | Fissenknick                      | 524                              |                                            |                                  |
| フロムハウゼン                                   | Fromhausen                       | 175                              |                                            |                                  |
| ヘースター                                       | Heesten                          | 145                              |                                            |                                  |
| ホルツハウゼン＝エクステルンシュタイネ           | Holzhausen-Externsteine          | 1,191                            |                                            |                                  |
| ホルン                                           | Horn                             | 7,018                            |                                            |                                  |
| ケンペンフェルトロム （ケンペン + フェルトロム） | Kempenfeldrom (Kempen + Feldrom) | 492                              |                                            |                                  |
| レオポルツタール                                 | Leopoldstal                      | 1,991                            |                                            |                                  |
| シュメディッセン                                 | Schmedissen                      | 90                               |                                            |                                  |
| ファールハウゼン                                 | Vahlhausen                       | 156                              |                                            |                                  |
| フェルトロム                                     | Veldrom                          | 346                              |                                            |                                  |
| ヴェーレン                                       | Wehren                           | 337                              |                                            |                                  |
| ヴィルベルク                                     | Wilberg                          | 192                              |                                            |                                  |

### 気候
ホルン＝バート・マインベルクは中央ヨーロッパ気候圏に属し、亜大西洋海洋性気候地域に位置している。冬は大西洋の影響でおおむね穏やかであり、夏はかなり暑い。年間平均気温は約 8 – 9 ℃である。
亜大西洋海洋性気候に位置することにより、一年を通してほぼ一様に降水がある湿潤な気候である。高台にあるフェルトロム (Feldrom) 測候所における長期平均年間降水量は、1,258.8 mm で、ドイツ全土の平気に比べ大きな値である。
| フェルトロム（海抜 380 m）の降水量とバート・マインベルク（海抜 216 m）の日照時間の気候 | フェルトロム（海抜 380 m）の降水量とバート・マインベルク（海抜 216 m）の日照時間の気候 | フェルトロム（海抜 380 m）の降水量とバート・マインベルク（海抜 216 m）の日照時間の気候 | フェルトロム（海抜 380 m）の降水量とバート・マインベルク（海抜 216 m）の日照時間の気候 | フェルトロム（海抜 380 m）の降水量とバート・マインベルク（海抜 216 m）の日照時間の気候 | フェルトロム（海抜 380 m）の降水量とバート・マインベルク（海抜 216 m）の日照時間の気候 | フェルトロム（海抜 380 m）の降水量とバート・マインベルク（海抜 216 m）の日照時間の気候 | フェルトロム（海抜 380 m）の降水量とバート・マインベルク（海抜 216 m）の日照時間の気候 | フェルトロム（海抜 380 m）の降水量とバート・マインベルク（海抜 216 m）の日照時間の気候 | フェルトロム（海抜 380 m）の降水量とバート・マインベルク（海抜 216 m）の日照時間の気候 | フェルトロム（海抜 380 m）の降水量とバート・マインベルク（海抜 216 m）の日照時間の気候 | フェルトロム（海抜 380 m）の降水量とバート・マインベルク（海抜 216 m）の日照時間の気候 | フェルトロム（海抜 380 m）の降水量とバート・マインベルク（海抜 216 m）の日照時間の気候 | フェルトロム（海抜 380 m）の降水量とバート・マインベルク（海抜 216 m）の日照時間の気候 |
| 月                                                                                     | 1月                                                                                    | 2月                                                                                    | 3月                                                                                    | 4月                                                                                    | 5月                                                                                    | 6月                                                                                    | 7月                                                                                    | 8月                                                                                    | 9月                                                                                    | 10月                                                                                   | 11月                                                                                   | 12月                                                                                   | 年                                                                                     |
| -------------------------------------------------------------------------------------- | -------------------------------------------------------------------------------------- | -------------------------------------------------------------------------------------- | -------------------------------------------------------------------------------------- | -------------------------------------------------------------------------------------- | -------------------------------------------------------------------------------------- | -------------------------------------------------------------------------------------- | -------------------------------------------------------------------------------------- | -------------------------------------------------------------------------------------- | -------------------------------------------------------------------------------------- | -------------------------------------------------------------------------------------- | -------------------------------------------------------------------------------------- | -------------------------------------------------------------------------------------- | -------------------------------------------------------------------------------------- |
| 降水量 mm （inch）                                                                     | 123.7 (4.87)                                                                           | 84.5 (3.327)                                                                           | 104.2 (4.102)                                                                          | 91.3 (3.594)                                                                           | 96.8 (3.811)                                                                           | 110.4 (4.346)                                                                          | 107.8 (4.244)                                                                          | 98.6 (3.882)                                                                           | 92.7 (3.65)                                                                            | 88.3 (3.476)                                                                           | 119.0 (4.685)                                                                          | 141.5 (5.571)                                                                          | 1,258.8 (49.559)                                                                       |
| 平均月間日照時間                                                                       | 30.1                                                                                   | 69.8                                                                                   | 97.8                                                                                   | 138.7                                                                                  | 187.2                                                                                  | 185.6                                                                                  | 183.6                                                                                  | 175.5                                                                                  | 128.1                                                                                  | 98.5                                                                                   | 41.2                                                                                   | 25.4                                                                                   | 1,361.5                                                                                |
| 出典：ドイツ気象庁                                                                     |                                                                                        |                                                                                        |                                                                                        |                                                                                        |                                                                                        |                                                                                        |                                                                                        |                                                                                        |                                                                                        |                                                                                        |                                                                                        |                                                                                        |                                                                                        |

## 歴史
ホルン＝バート・マインベルク市は、1970年1月1日に発効した地域再編以降存在している市である。それ以前は独立した市であったホルンに、バート・マインベルク、ベレ、ベレンベルク、ビラーベック、フロムハウゼン、ヘーステン、ホルツハウゼン＝エクステルンシュタイネ、レオポルツタール、シュメディッセン、ファールハウゼン、フェルトロム (Veldrom)、ヴェーレン、ケンペンフェルトロム、オーバーシェーンハーゲンの一部であったフィッセンクニック、シェーネマルクの一部であったヴィルベルクが合併したものである。新たに成立するこの都市の名称は、1969年12月2日の「デトモルト郡新設に関する法律」に「バート・マインベルク＝ホルン」と記載されている。これに対して、旧ホルン市民から強い抵抗運動が起こり、1970年9月10日に「ホルン＝バート・マインベルク」に改名された。

### ホルン

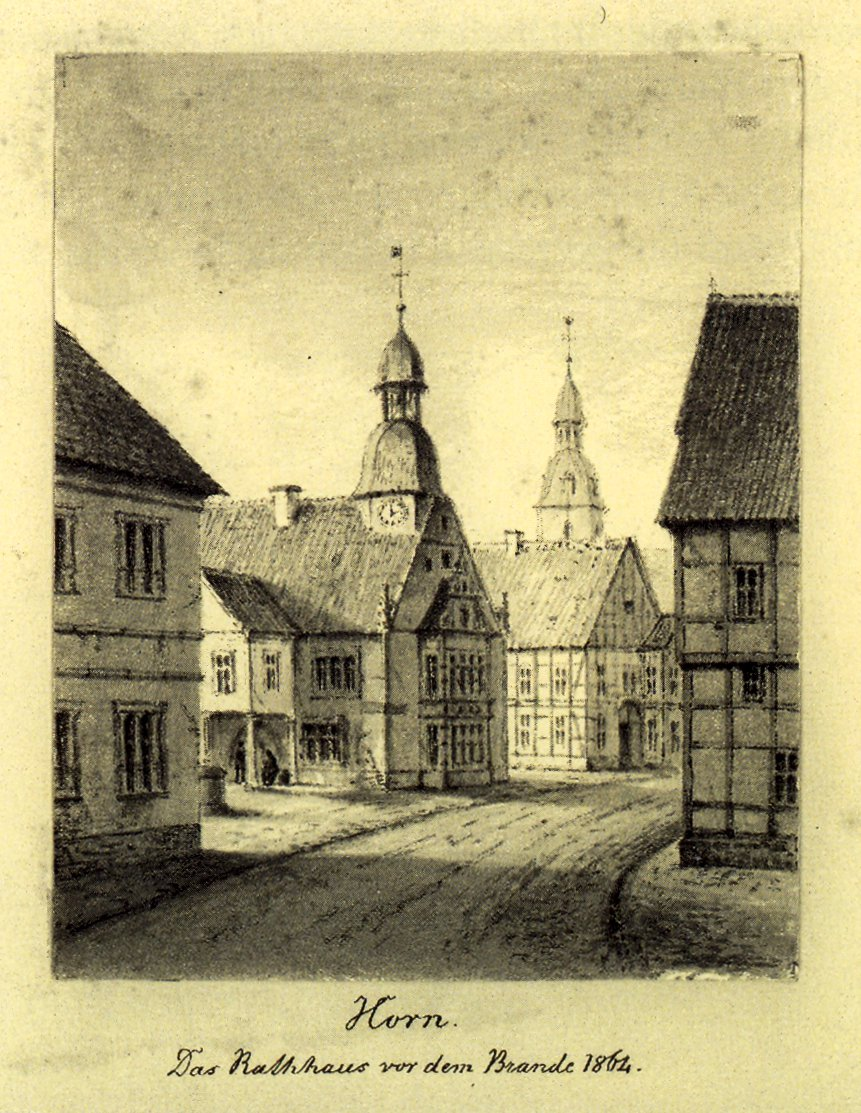
エミール・ツァイスに描かれた、大火の前、1863年のホルンのマルクト広場

ホルン南西の森に古い入植地跡があった。カルトッフェルベルクとクレプスバッハタールとの間の市の森にある「アウフ・デア・ハウスシュテレ」（直訳すると「家のあった場所」）や「アム・ヒュッテンシュラーク」（直訳すると「小屋の前」）といった地名は、これを示している。大きな農場の周囲を枝や棒で編んだ網細工の柵（低地ドイツ語で “Hören“ =「ヘーレン」と呼ばれる）が囲んでおり、このため 「イン・デン・ヘーレン」と呼ばれるようになったという伝承が伝えられている。囲いの外側にあったものは、「フュア（またはフォア）・デン・ヘーレン」（フォルム・ホルネ）と呼ばれ、後に「ホルン」という名称の由来となった。
現在知られている都市としてのホルンに関する最も古い記録から、本市の創設は1248年頃であるとされている。旧ホルン城は1348年に完成した。この城は後にリッペ伯となる貴族家の防衛拠点兼居城として利用された。「森のこちら側」にあるホルン城はベルンハルト5世の唯一の居城であった。彼は「森の向こう側」にあるリップシュタット、レーダ、ホルツミンデンも領していたが、ホルンにのみ居住した。
その後ホルン城は何度もリッペ家未亡人の隠居所として利用された。その最後の例が1666年から1673年のリッペ伯妃アマリーであった。ゾーストのフェーデ（1444年 – 1449年）や三十年戦争（1618年 – 1648年）では、この街周辺で戦闘が行われた。七年戦争中の1761年、本市の市壁はボーヴォ王子麾下のフランス軍による包囲戦を耐えきった。1864年、火災により内市街の大部分が焼失した: 60軒の家屋が炎の犠牲となった。焼失した古い市庁舎に替えてネオゴシック様式の新しい市庁舎が1864年に建設された。
1895年にホルン市は鉄道で結ばれた。中核市街の外側、バート・マインベルク寄りにデトモルト – アルテンベーケン線の駅が建設された。
1912年から1952年までの間は、これに加えて路面電車を利用することもできた。最盛期には、ホルンから北西方面はデトモルトに至り、ここからさらにピヴィッツハイデ、ベルレベック、ハイリゲンキルヒェンにまで行くことができた。南西方面はシュランゲンやバート・リップシュプリンゲを経由してパーダーボルンまで通じていた。この路線は、一時期、エクステルンシュタイネの真ん中を通っており、その岩には現在も架線工事の跡が残っている。路面電車は、北東方向にはバート・マインベルクを経由してブロムベルクまで運行していた。この路面電車の経営者は、1952年までパーダーボルン発電及び路面電車、略してPESAGであった。

### モールラーゲ住宅地
ホルン東部に、第二次世界大戦の始めにモールラーゲ住宅地が建設された。その理由は、ゼンネ軍事演習場によって廃止されたハウステンベック村の移住のためであった。村落共同体の多くは、労働力を求めていたキュンネマイヤー社があるホルンに誘引された。農業従事者は、国営移住会社 (RUGES) から農地を与えられた。1938年2月18日、まとまった集落を建設しようという最初の提案がなされた。約40家族がホルンに移住した。
このプロジェクトはデトモルト郡建設局が計画した。4つの住宅タイプが設定された。住民は内装や水回りの設備を決めることができた。各戸にトイレとバスが設けられていた。この住宅地は40戸の家からなり、これらが並んで建設された。土地は、菜園や小さな家畜の飼育に十分な 1 – 3 シェッフェルザート (SS, 1SS = 1,717 m2) であった。1 m2 あたり、当時の貨幣で 0.40 ライヒスマルク (RM) 必要であった。家畜小屋がついた1世帯または2世帯住宅の建設費は8,000 RM から 15,000 RM に達した。
1938年に測量が行われ、モールラーゲ住宅地は「戦争遂行上重要」という位置づけがなされた。1939年に31戸の1世帯住宅と13戸の2世帯住宅の建設が完了した。移住の日付は1939年11月5日であった。この住宅地は道路が直角に交差するチェス盤状の集落であり、住民たちは家畜や耕地を手入れすることができた。この集落はややゆったりとした造りになっており、本通りは広く、両側に並木が植えられ、歩道も設けられた。
モールラーゲはホルンの水道網に接続することとなり、PESAGにより電力の供給がなされた。建設地はかつて放牧地であった。1939年1月に工事が始まると、リッピシェ・シュターツツァイトゥングは、入植計画に関する記事を掲載した。しかし、冬が工事を阻み、鉄や鋼といった資材が不足した。1939年8月末に最初のハウステンベック住民で町長のヴィルヘルム・メールマンが到着した。1939年9月1日の戦争開始により移転準備は混乱した。
1989年時点で、44戸中42戸が建設当時の家族の所有のままであった。1989年末にモールラーゲは創設 50周年を祝った。この記念式典に「モールラーゲ 50周年 / ハウステンベックからの移住を記念して」と刻まれた記念碑が建立された。

### バート・マインベルク

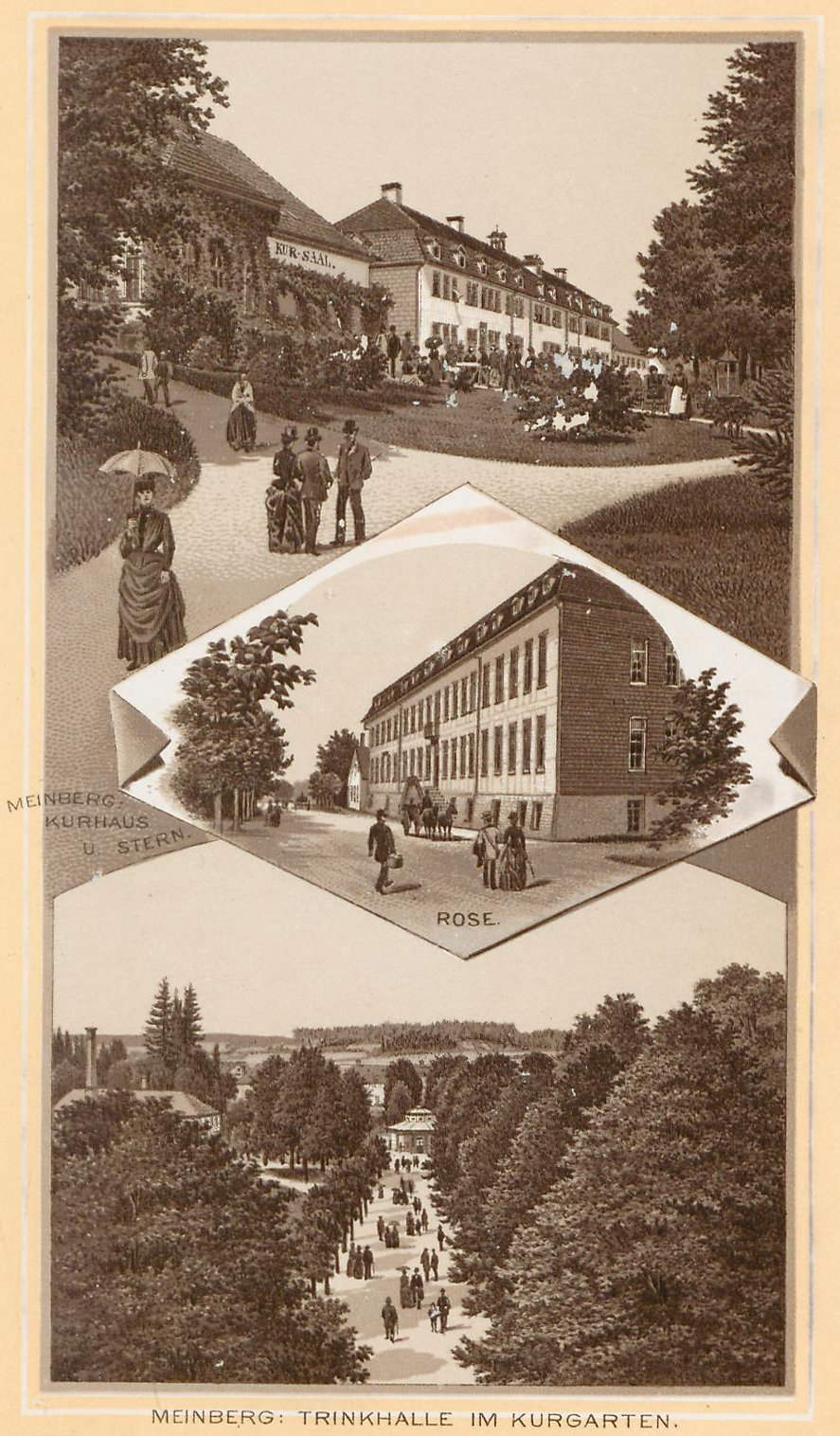
1901年頃のバート・マインベルク絵はがき

マインベルク集落は978年に初めて記録されている。1960年に取り壊されたマイアーホーフが、この年に「curia meginbergen」という名称で建設されたのである。マインベルクが薬湯として記録されるのは、アンドレアス・フォン・カイル（クナエウスとも呼ばれる）がマインベルガー・ゲズントブルンネン（マインベルクの健康の泉）を紹介した1676年である。ヨハン・エルハルト・トランペル（1737年 – 1817年）はジーモン・アウグスト (リッペ伯)伯の命令により、1762年にマインベルクに存在する源泉を調査し、鑑定結果を提示した。トランペルはこの農村が温泉地となる原動力となった。1767年、伯の指示によってマインベルクは公式に「Curort」（温泉地を意味する）を称することとなった。この年の湯治客はすでに 413人を数えた。客が逗留するためのホテルが建設され、1770年には歴史的なクールパルク（クアパーク、遊歩公園）が設けられた。同じ年にヨハン・エルハルト・トランペルが所有するシュテルン湯治場が建設され、1775年にはバロック庭園であるクールガルテンをはさんだ向かい側にローゼ湯治場が設けられた。トランペルは1817年に80歳で、ピルモントで亡くなった。後継者のシェルフ（1818年没）とゲルハウスは、その後成功を収めるシュラムバーデクール（現在のモールクール）の基礎を築いた。それでも 1シーズンの湯治客が 1,000人を超えたのは1900年になってからであった。
1903年、この村は侯の命令により「バート・マインベルク」と名付けられた。しかしこの「バート」は、温泉が自治体に属すのではなく、領邦管理を意味していた。1919年に自治体も「バート・マインベルク」と呼ばれることになった。1933年にバート・マインベルクはリッペ州立温泉となった。
1947年、800年以上続いたリッペの独立の歴史が終焉し、新たに創設されたノルトライン＝ヴェストファーレン州の一部に編入された。しかし、バート・マインベルクおよびバート・ザルツウフレンを含む御料地・御料林の所有はノルトライン＝ヴェストファーレン州に移管されなかった。これらの資産を管理・運営するために、1948年11月5日の法によってランデスフェアバント・リッペ（リッペ地方連盟）が発足し、両州立温泉の経営にあたった。
増加する湯治客数の増加に応じて、1950年代には盛んに建設工事が行われ、またジルヴァティクムと呼ばれる公園が整備された。これによりバート・マインベルクにおけるクアパークの総面積は 40 ha を超えるまでに拡大した。1970年代から1980年代に第二の温泉ブームが起こり、ジルヴァティクムの周辺に 3つの大きな温泉病院が造られ、温熱療法用浴場が設けられた。1992年の湯治客はほぼ 38,000人で過去最高を記録した。その後、公衆衛生制度の構造改革によって湯治客数は大きく減少し、ジルヴァティクムの 3つの病院は1990年代に相次いで閉鎖された。この場所には、2003年末にヨーロッパ最大のヨーガのセミナーハウスが造られた。

### 市町村合併

ホルン＝バート・マインベルク市を構成している旧市町村および集落（ヴィルベルクおよびフィッセクニック）

1969年12月2日にデトモルト法が決議され、1970年1月1日にホルンとバート・マインベルク、ベレ、ベレンベルク、ビラーベック、フロムハウゼン、ヘーステン、ホルツハウゼン＝エクステルンシュタイネ、レオポルツタール、シュメディッセン（以上、アムト・デトモルト＝ラント）およびファールハウゼン・バイ・ホルン、フェルトロム、ヴェーレン、ケンペンフェルトロム（以上、ヘクスター郡のアムト・シュタインハイム）が合併し、アムトに属さないデトモルト郡の都市バート・マインベルク＝ホルンが成立した。市名は1970年9月10日に「ホルン＝バート・マインベルク」と改名された。1973年1月1日にデトモルト郡は廃止され、レムゴー郡と配合されて現在のリッペ郡が成立した。

## 住民

### 人口推移
ホルン＝バート・マインベルク市の人口推移を以下の表に示す。値は1987年の国勢調査結果に基づく推定値である。
| 時点   | 人口（人） |
| ------ | ---------- |
| 1983年 | 16,512人   |
| 1988年 | 16,409人   |
| 1993年 | 18,239人   |
| 1998年 | 18,695人   |
| 2003年 | 18,718人   |
| 2008年 | 18,006人   |
| 2013年 | 17,185人   |

### 宗教

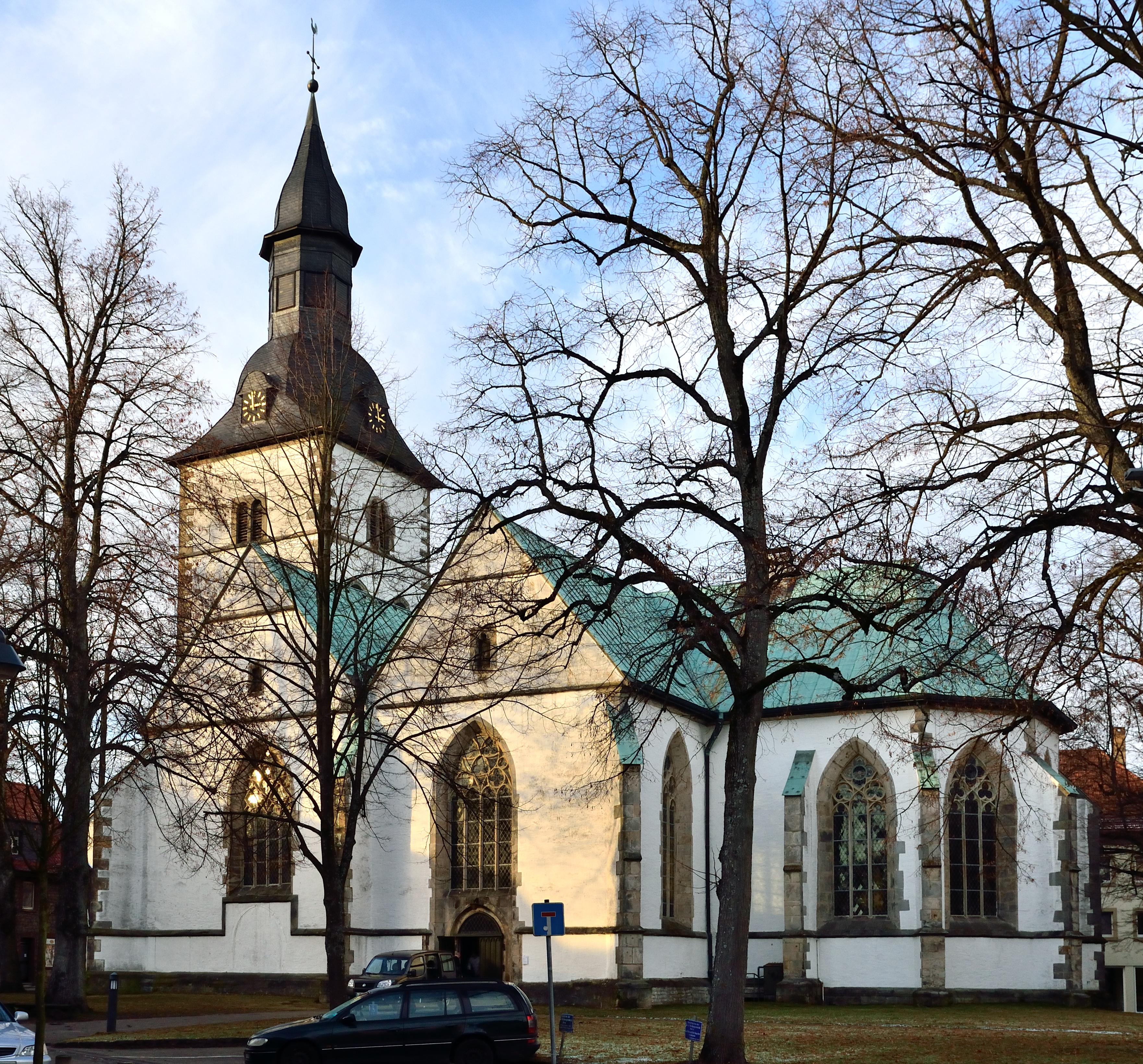
ホルンの福音主義教会

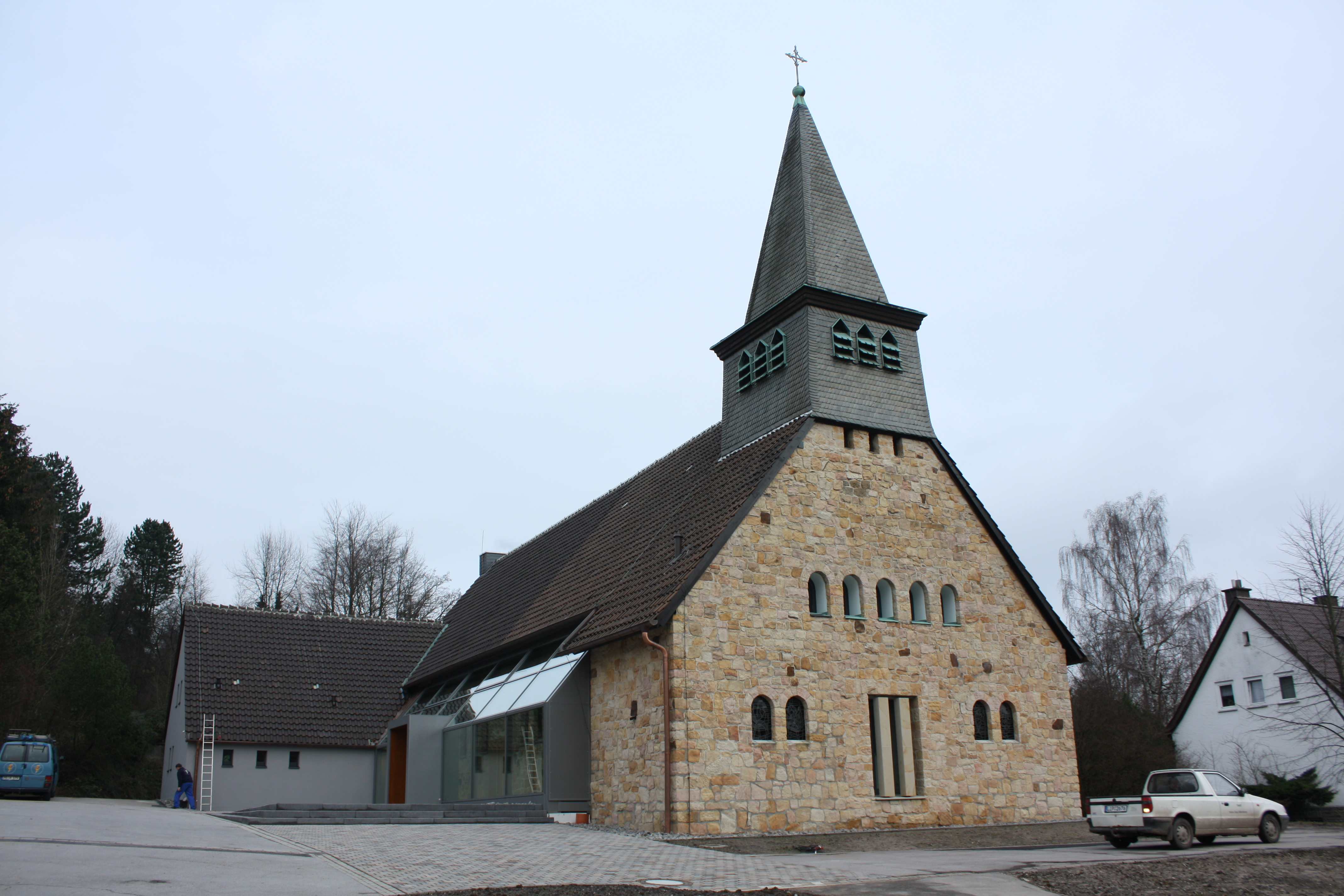
ホルンのカトリック聖十字架教会

ホルン＝バート・マインベルク市の住民の多数は福音主義の信者である。これは1538年にリッペ伯ベルンハルト8世 (リッペ伯)によって宗教改革がなされたことに遡る。主な宗派は17世紀に受容された改革派である。
現在の宗教分布を知る手がかりの一つが、学生に対する所属宗教団体の調査である。これによれば、2003/2004年の学期では、54.5 % が福音主義、16.1 % がカトリック、11.8 % がイスラム教に所属した。8.1 % がその他の宗教団体に所属し、無宗教は 9.8 % であった。
本市の狭隘組織は以下の通りである。
- 福音主義改革派教会（以下の 3つの教会組織は、ホルン＝バート・マインベルク福音主義青年教会の運営母体である、青年の家「アルテ・ポスト」を運営している[15]）:
  - ホルン福音主義改革派教会、ホルンとホルツハウゼンの教会が属している。
  - バート・マインベルク福音主義改革派教会、バート・マインベルクの教会が属している[16]。
  - レオポルツタール福音主義改革派教会、レオポルツタールとフェルトロム (Veldrom) の教会が属している。
- 福音主義自由教会
  - ホルン福音主義自由教会（バプテスト）[17]
- カトリック教会
  - ホルン＝バート・マインベルク・カトリック聖十字架教会には以下の所属教会がある。
    - バート・マインベルクのクリストケーニヒ教会
    - ホルンの聖十字架教会
    - フェルトロム (Feldrom) の聖ヨーゼフ教会
- 新使徒派教会
  - ホルン市区のホルン＝バート・マインベルク新使徒派教会
- イスラム教
  - ホルンのトルコ＝イスラム教会（DITIB ホルン・セリミエ・モスク）は、1982年から独立したイスラム教会として存在している。

## 行政
ホルン＝バート・マインベルクは、州議会議員選挙ではリッペ III区（第99選挙区）に、連邦議会選挙ではヘクスター＝リッペ II区（第137選挙区）に属している。

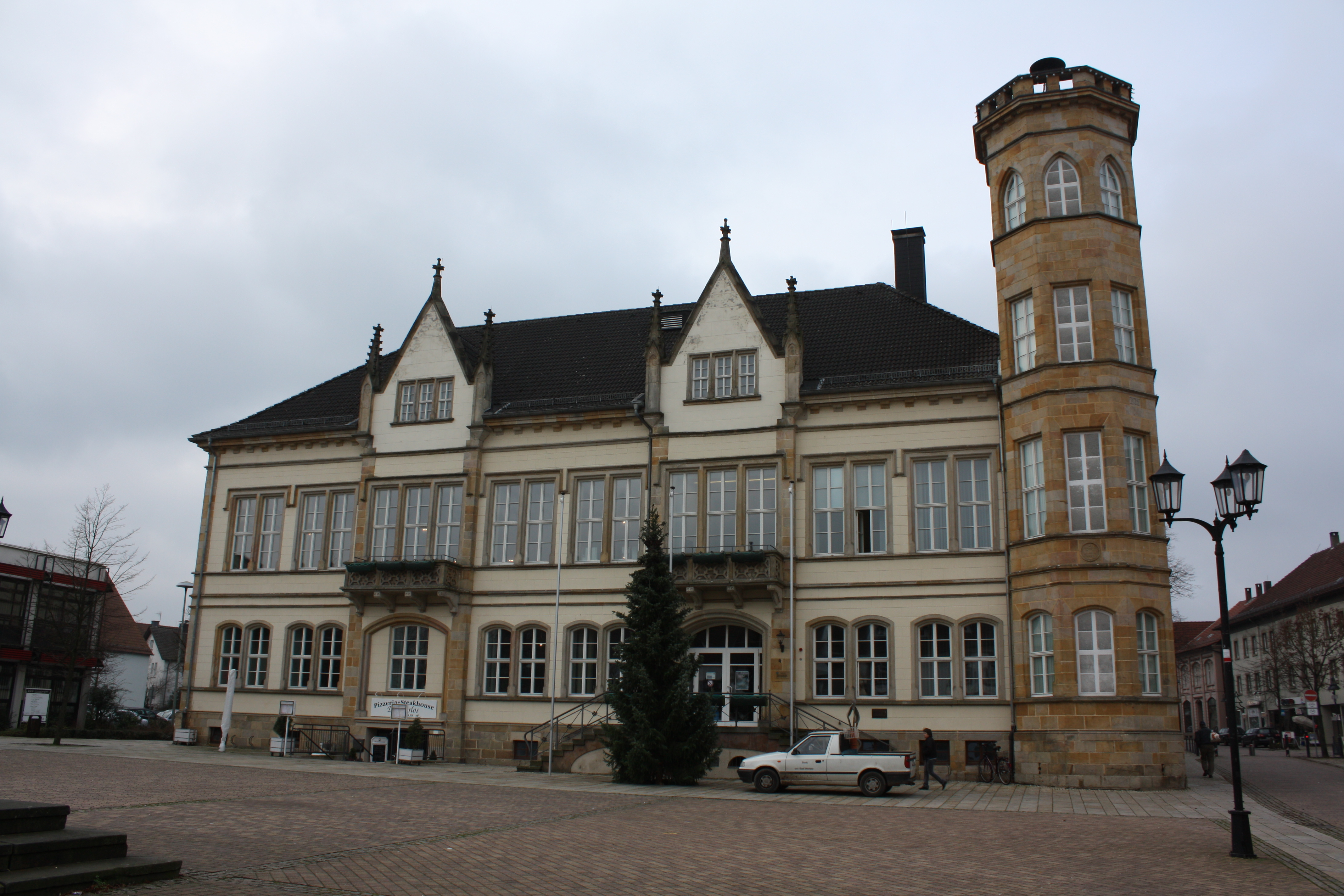
ホルン＝バート・マインベルクの市庁舎

### 市議会
ホルン＝バート・マインベルクの市議会は、32議席からなる。

### 市長
2020年の市長選挙では、ハインツ＝ディーター・クリューガー (SPD) が決選投票で 50.87 % の票を獲得してホルン＝バート・マインベルクの市長に選出された。前任者は2015年から2020年まで市長を務めたシュテファン・ローター（無所属）、その前は1999年から2015年まで務めたエーバーハルト・ブロック (SPD) であった。

### 紋章
図柄: 青地で、上部に金色（または黄色）の蘂をもつ 5弁の赤いバラに掛けられた金色（または黄色）のホルン。下部は丸いアーチの入口をもつ銀色の泉の四阿。
解説: 5弁のバラは「リッペのバラ」であり、リッペ郡に属していることを示している。このバラに留められたホルンは、同名の市名に掛けた地口である。泉の四阿は、バート・マインベルクのバロック庭園に建っている。

### 姉妹都市
ホルン＝バート・マインベルクは以下の都市と姉妹として提携を結んでいる。
- ヴィルデュ＝レ＝ポエル（フランス語版、英語版）（フランス、マンシュ県）
- クドヴァ・ズドルイ（ポーランド語版、英語版）（ポーランド、ドルヌィ・シロンスク県）

ホルンのマルクト広場。正面は市庁舎

## 文化と見所

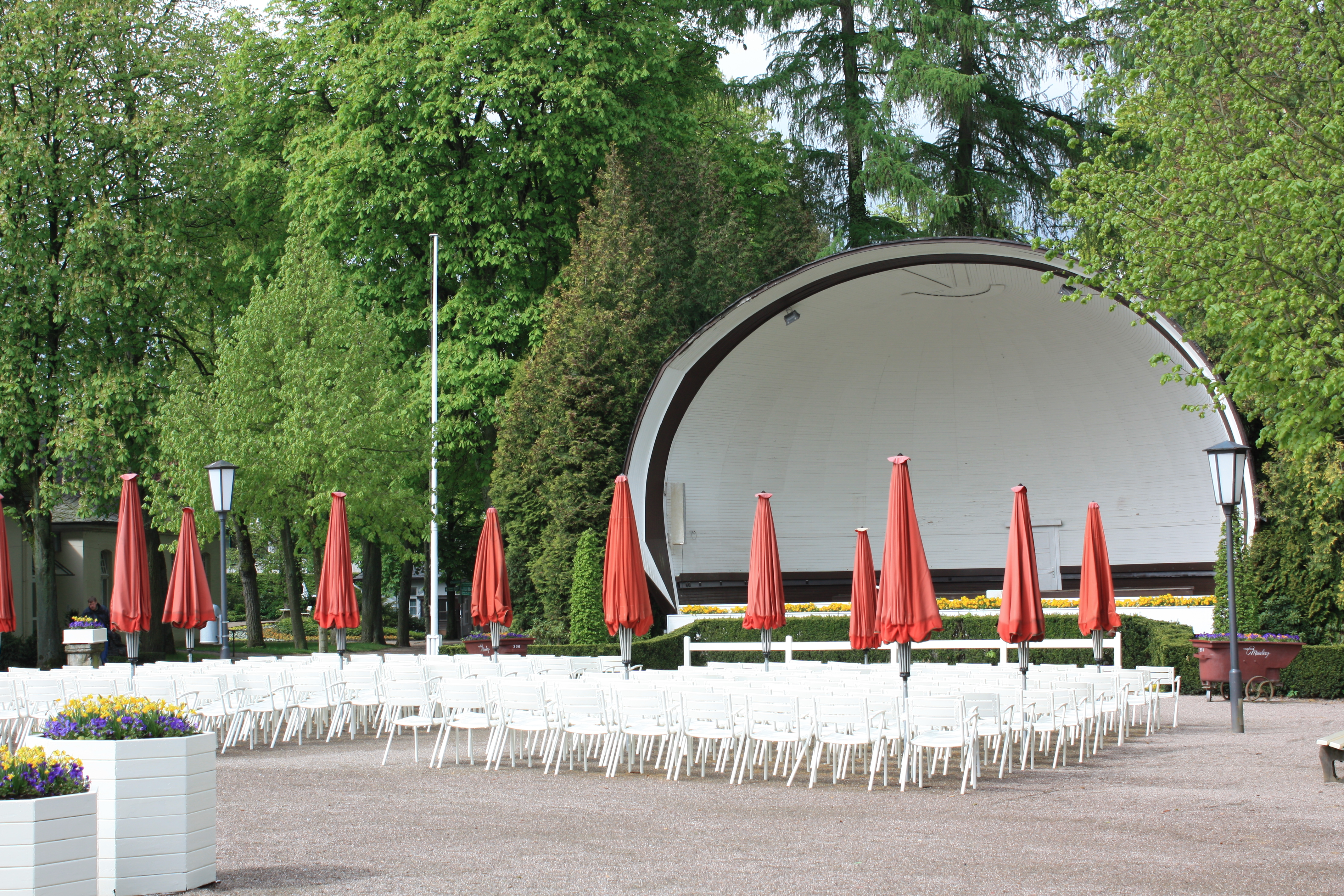
バート・マインベルク・クールパルク・ビューネ

### 演劇
クールテアター・バート・マインベルクはこの地域やドイツ全土の音楽家や演劇人が出演している。
ベレンベルク市区にはベレンベルク野外ステージがある。ここでは、夏の週末に定期的に 2本の大人向け作品と 1本の子供向け作品が上演される。

### 映画
バート・マインベルクにあったフィルムパラスト・バート・マインベルクは2012年7月に閉館した。

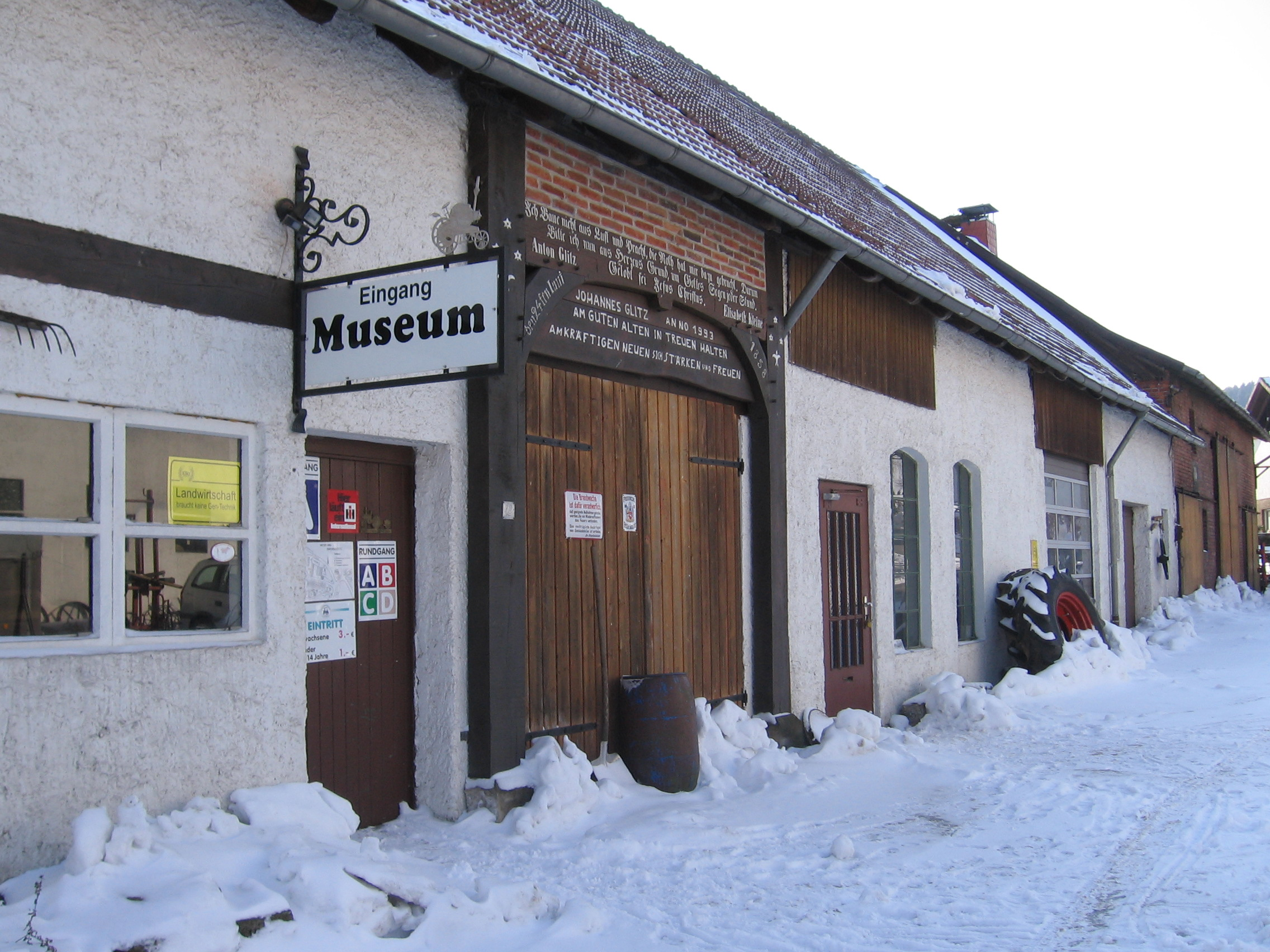
ケンペン・トラクター博物館

### 博物館・美術館
ホルン城砦博物館は復活祭から諸聖人の日まで開館しており、中世から現代までのホルンの歴史を紹介している。ホルン城はリッペ貴族家の最も古い居城の一つである。
ケンペンフェルトロム地区には、民営のケンペン・トラクター博物館があり、中世から1960年代までの農機具を展示している。

### 音楽
ホルン＝バート・マインベルクには 2つの女声合唱団と 1つの男声合唱団がある。

### ホルン市区の建造物

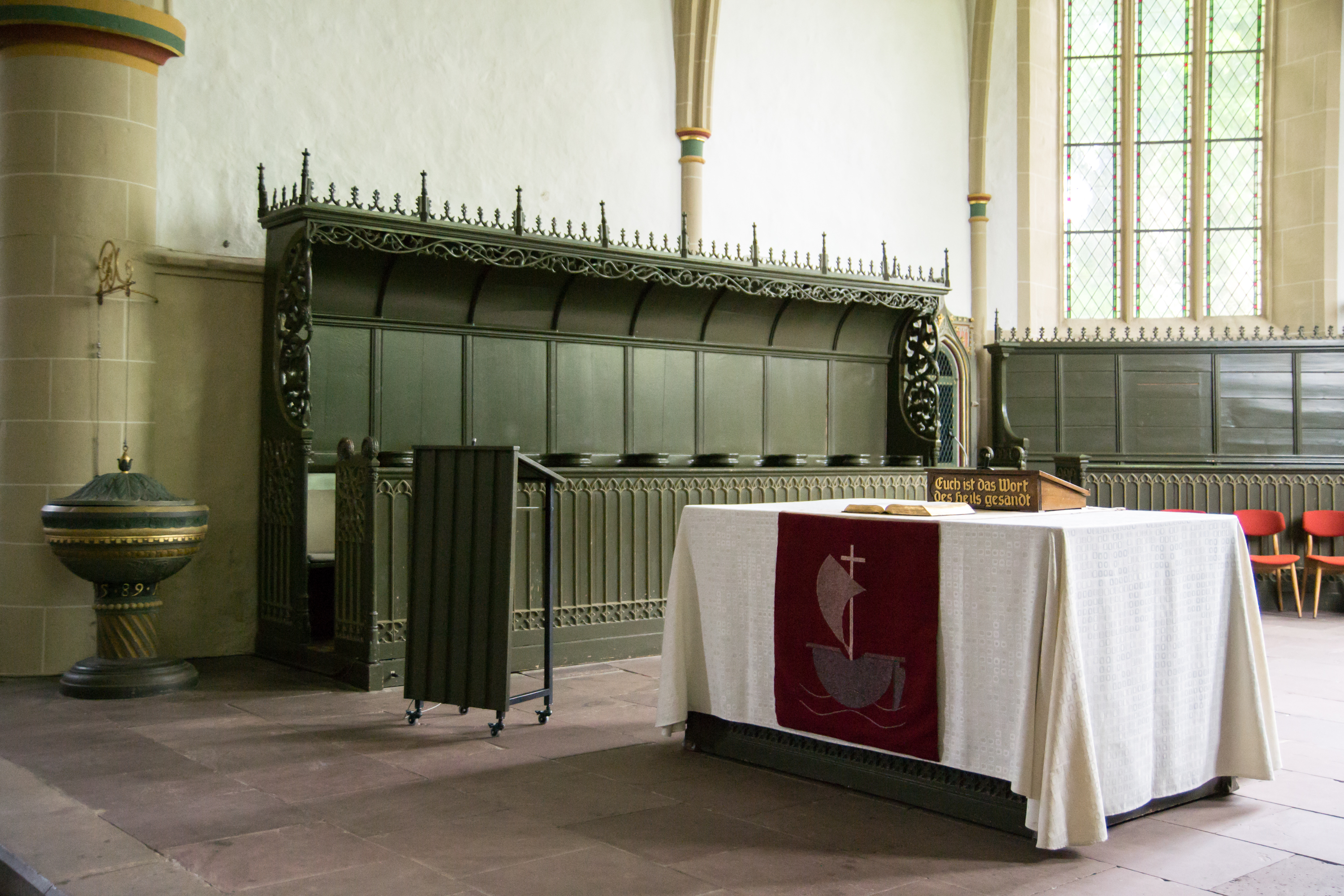
ホルンの宿院主義教会内陣の聖職者席

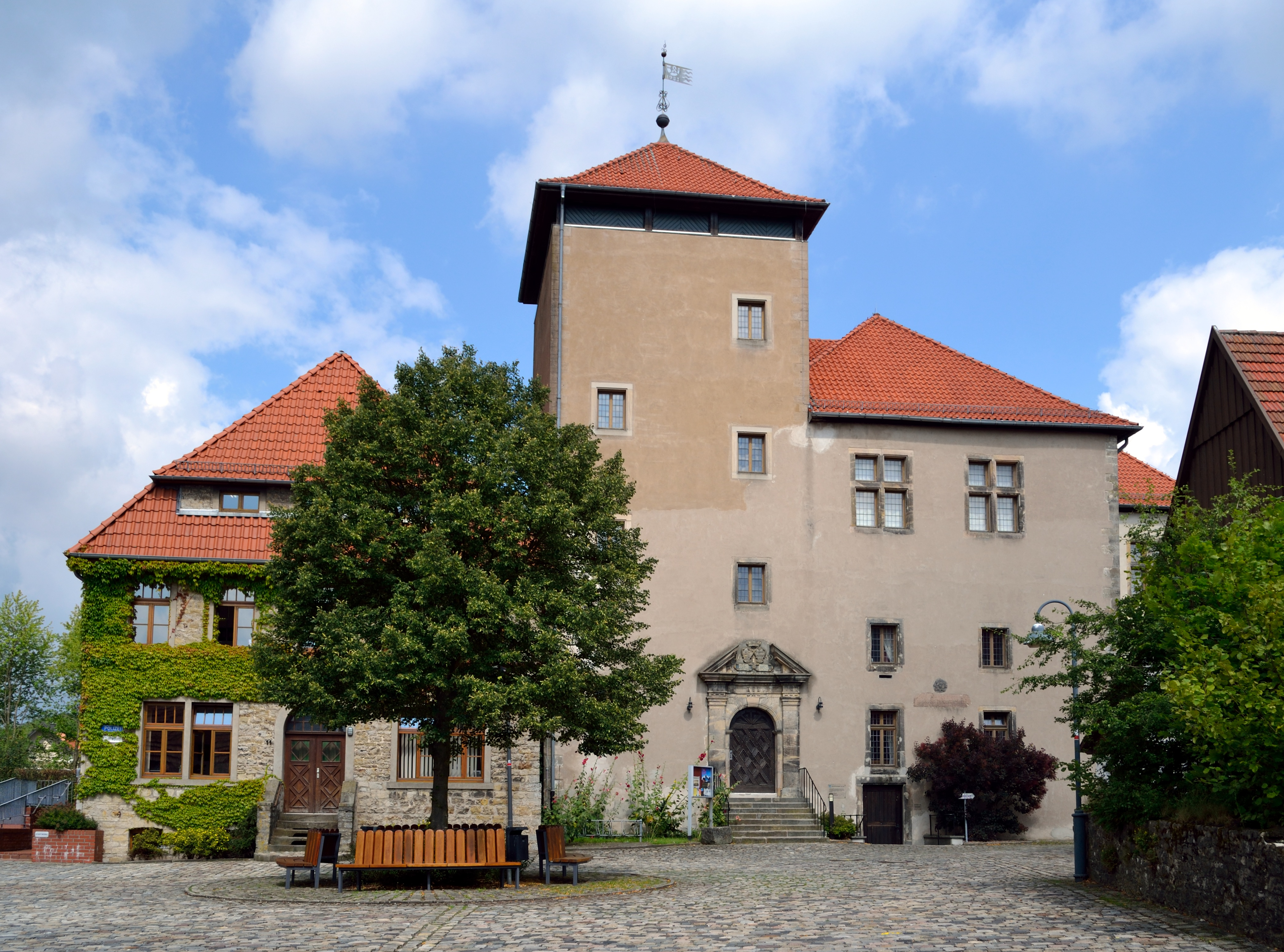
ホルン城

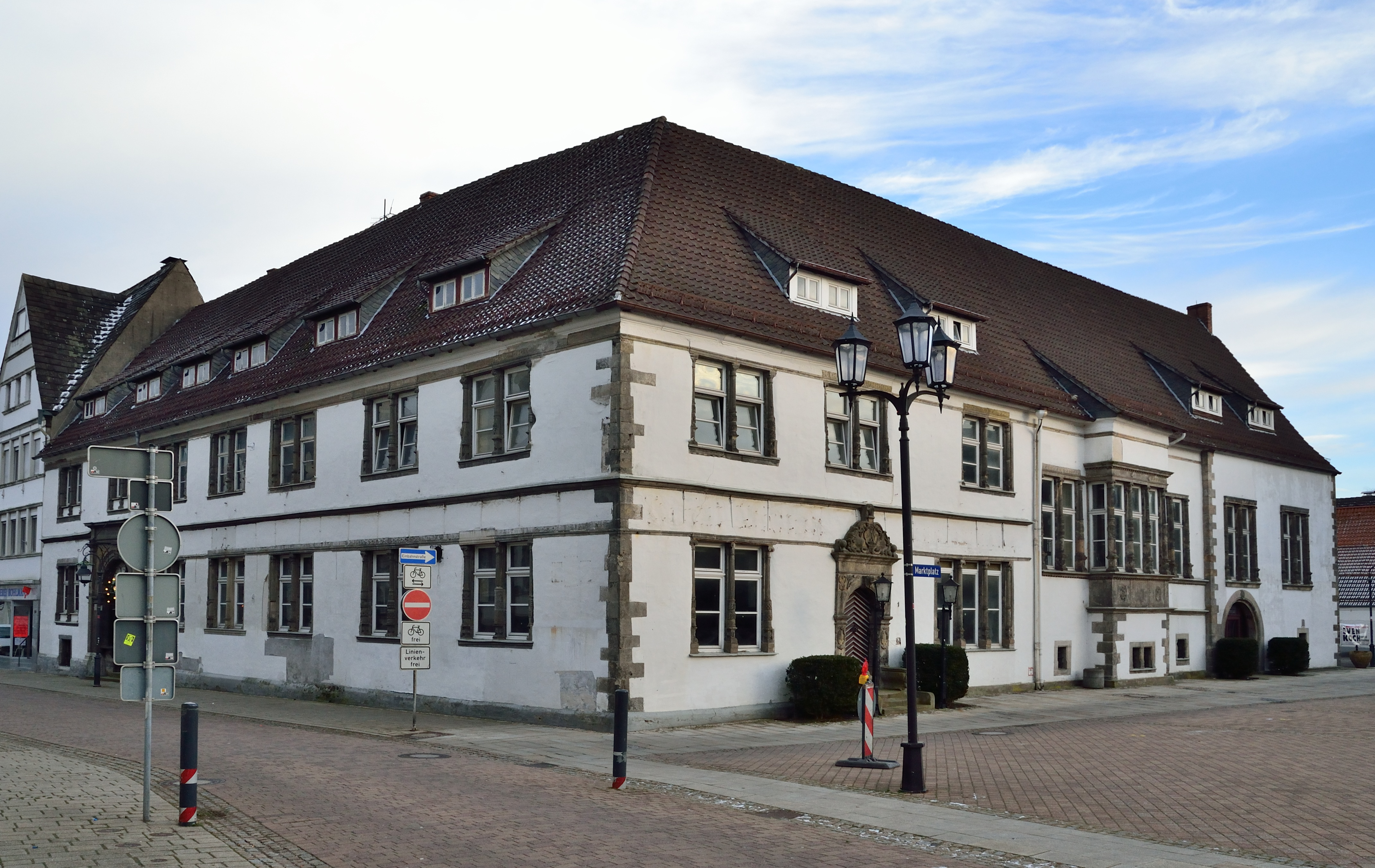
コッツェンベルク邸

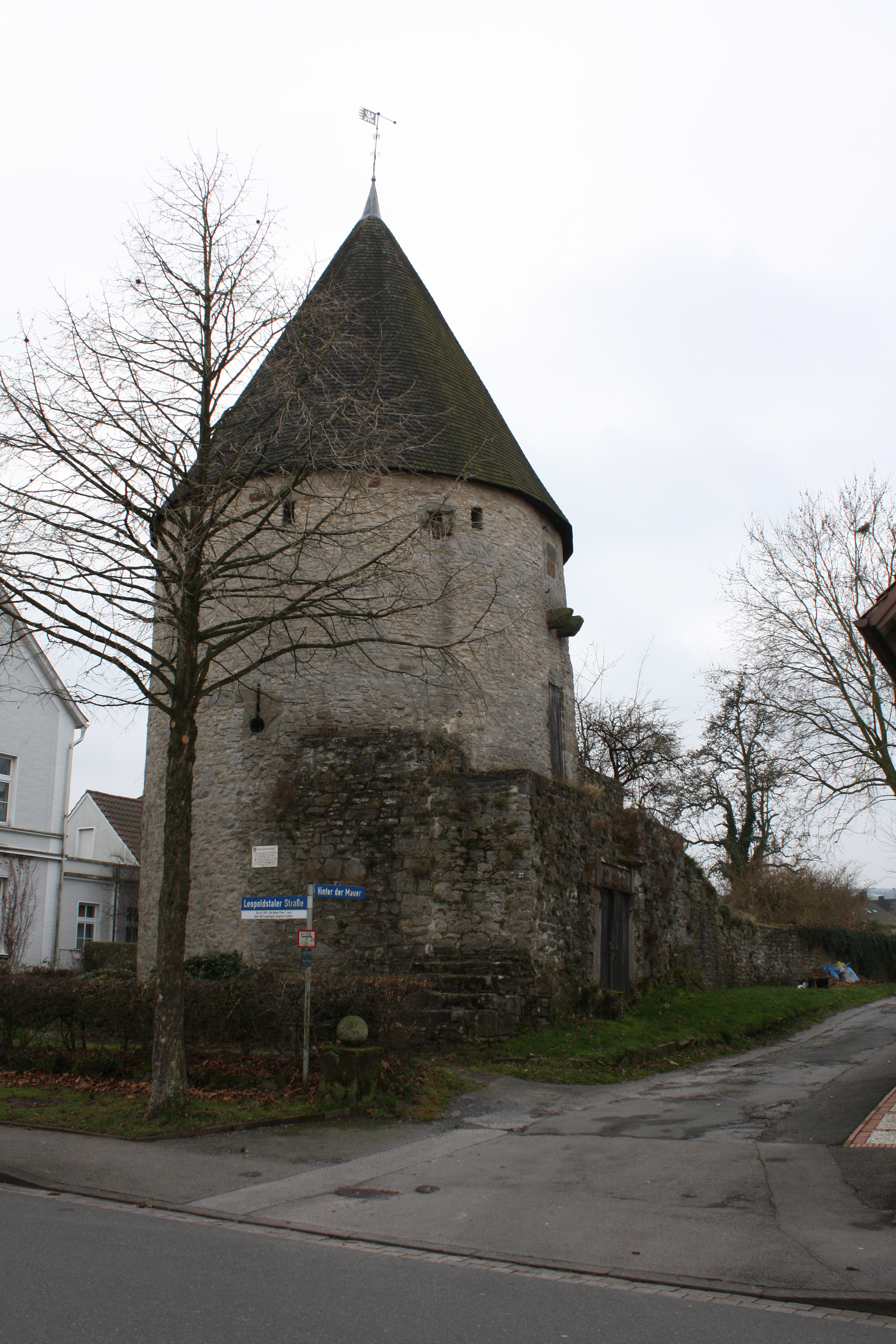
オイレン塔

- 福音主義改革派教会の教区教会、旧洗礼者聖ヨハネ教会。西塔と多角形の内陣を持つ三廊式のホール教会は、15世紀の最終四半期に建造された。塔は、12世紀に建設されたもので、現在分かっているホルンで最も古い建造物である。1819年に落雷によって教会の屋根と塔が被害を受けた。1826年に現在のウェルシュ型の塔の屋根が完成した。空間が広く、リブ・ヴォールトで構成された内部は極めて簡素である。ヴォールトは 2本の巨大な円柱上に載っている。1589年製の洗礼盤や17世紀のオルガンが備えられている。内陣にはゴシック様式の彫刻が施された 15世紀後期に製作され、19世紀に改造された聖職者席がある。側廊の南西にはコルト・フォン・メンゲルセン（1561年没）のエピタフが、1859年から設置されている。このエピタフは元々内陣に設置されていた。身廊には、ホルン市と醸造業者ツンフトがニュルンベルクの金細工職人に発注した 5つのシャンデリアがある。
- 旧ホルン城（郷土博物館）は、市壁（ドイツ語版）に隣接して建てられている。存在する施設は、市の創設期に建設され、おそらく 1348年に増築された。この角形の3階建ての建物は高い地下室の上に建っており、かつての堀に軽く突き出している。1656年から1659年に大きく改築された。この頃に東翼の増築と階段室の取り付けがなされた。また、正面に新しい玄関が設えられた。元々ボンネット型の屋根をいただいていた塔の上部は、後に老朽化のために撤去された。1983年から1989年までの間に大規模な修復工事が行われ、塔に上階が再び設けられ、新しい屋根が葺かれた。かつての城の納屋は半切妻屋根の漆喰塗りの建物で、1744年に建設された。
- 堂々としたネオゴシック様式の市庁舎は、シュタインハイム (ヴェストファーレン)出身の建設業者で建築家のヴィルヘルム・ラーケマイアーによって、先代の市庁舎が消失した 2年後の1865年から1866年に建設された。元々は二翼式の建物であったが、1956年に後方に増築がなされた。ショーフロントとして形作られたマルクト広場側にはピナクルで装飾された三角形の破風を戴く 2つのリザリートエプロン（ドイツ語版、英語版）が見られる。ミッテル通りに向いた北東角には 5階建ての多角形の隅塔がある。
- コッツェンベルク邸（ホテル・ヴィアロン）。3階建て、二翼式の重厚感のあるこの建物は1616年頃に建造された。パーダーボルンの市庁舎に似ていることからハインリヒ・バウムハウアーが建設に関わっていると考えられる。マルクト広場側には、1680年と記された魅力的な入口がある。
- 中世の年防衛施設のうち、特に南側（ヒンター・デア・マウアー通り沿い）や城の周辺には比較的大きな市壁の一部が遺されている。文献で証明されているかつての 4本の塔のうち、いわゆる「マルツダレ」（後にオイレン塔とも呼ばれる）だけが遺されている。円錐形の屋根を戴き鍵型の銃眼を持つこの円塔は1500年頃に建設された。直径は 8.5 m、高さは 17.50 m である。
- シュタインハイム/ヴィンゼベック方面の東の入口に、古典主義様式のマイルストーンと、中世の石造の十字架がある。

住宅: かつて市の風景は基本的に切妻造りの木組み建築で占められていた。ノルト通りとミッテル通りには現在もその素晴らしい例が何棟か遺されている。特にノルト通り21-33の建築群は特に魅力的である。石造建築は 19世紀遅くになるまで例外的存在であった。
- ブルク通り 27番地。1663年の銘がある。
- ヘール通り 47番地は18世紀に建造された建物で、地下室のある離れとして使われていた。
- キルヒ通り 2番地。「1860年」の銘がある梁を持つ保存状態の良い建物で、中核部分は 17世紀に建造された。
- ミッテル通り 48番地。新しい出窓を含む張り出し部を持つ切妻建築で、1671年に牧師のヴィルヘルム・ファブリキウスとブレーメン出身のその妻のために建造された。床板には蔓模様が見られる。
- ミッテル通り65番地。1570年から1580年頃にハインリヒ・テールベックのために建設された切妻建築は、この街で最も豪華な住宅の一つである。この建物は1627年に商人のデテルト家の所有となり、最終的は1910年に隣のユーゲントシュティール様式の新しい建物と一体化された。今は保存されていない豪華なファサードによって出窓を含む張り出し部は本体から切り離された。
- ミッテル通り67番地。堂々とした切妻のファサードを持つバロック様式のこの木組み建築は1765年の銘を持つ。通りに向いた正面の3本の窓軸はリザリート風の扶壁柱（ドイツ語版、英語版）によって強調されている。玄関は 2筋の野外階段を有している。
- ミッテル通り71番地。一部木組み建築のこの建物は、おそらく1563年に伯の秘書であるヨハン・フォン・リンテレンのために建設された。館内の暖炉には1564年の銘がある。この頃に貝の飾りを戴く張り出し部が造られた。1579年、貝を取り囲む渦巻き装飾がついた階段式破風（ドイツ語版、英語版）がこの家に取り付けられた。これらは18世紀にほとんど取り外されたが、1920年頃に一部が再建された。当時は欠円状の継ぎ手も使われていた。かつてはハインリヒ・オーヴァーコッテの作品と思われていた。その後オットー・ガウルは、レムゴーのミッテル通り64番地の家屋とともにヘルマン・ヴルフの作品であると論じている。
- ノルト通り5番地。脇廊下をもつ1613年建造のこの切妻建築は贅沢な彫刻作品であると見なされている。
- ノルト通り9番地（旅館「アルト・ホルン」）。豊かな彫刻（フェッヒャーロゼッテ）を施されたこの家屋は、おそらく後から付け加えられた銘によれば市参事会員のペーター・シュテッフェンのために1579年に建造された。オフィスとして使われていた増設部分は1775年に増築されたものである。この建物の大規模な修復は1953年に行われた。
- ノルト通り17番地。1655年の銘がある。
- ノルト通り21番地。入口の梁の銘にある通り、この建物は同じ通りにある近辺の建物（23、29、31番地）とともに1730年の火災で焼失し、その年の内に再建された。
- ノルト通り23番地。ヨハン・コルト・ラーマンのために建設された1731年の銘があるこの建物は、門柱や床板に豊かな蔓模様装飾の彫刻が施されている。
- ノルト通り25番地。扉に1710年の銘を持ち、出窓を備えた張り出し部を持つこの建物は、1730年の火災を切り抜けたことが明らかである。
- ノルト通り29番地。彫刻が施された木組み建築は、おそらく1731年に建設された。
- ノルト通り31番地。この建物は、造形的観点から、1731年に建設されて豊かな彫刻が施されたノルト通り23番地の建物と似ている。
- ノルト通り33番地。1695年建造。
- プフール通り11番地。張り出し部を持つこの建物は、おそらく1725年（または1735年）に建設された。入口の梁には装飾が彫刻されている。

- ヘール通り47番地
- ミッテル通り48番地
- ミッテル通り71番地
- ノルト通り5番地
- ノルト通り9番地
- ノルト通り17番地
- ノルト通り21番地
- ノルト通り23番地
- ノルト通り25番地
- ノルト通り29番地
- ノルト通り31番地
- ノルト通り33番地
- プフール通り11番地

### バート・マインベルク市区の建造物
- 福音主義改革派の教区教会には、12世紀に造られた小さなヴォールトがある。
- この地区の最も古い木組み建築は、豊かに装飾を施された持ち送りを有する1588年に建造されたブルンネン通り34番地の建物である。

### 公園

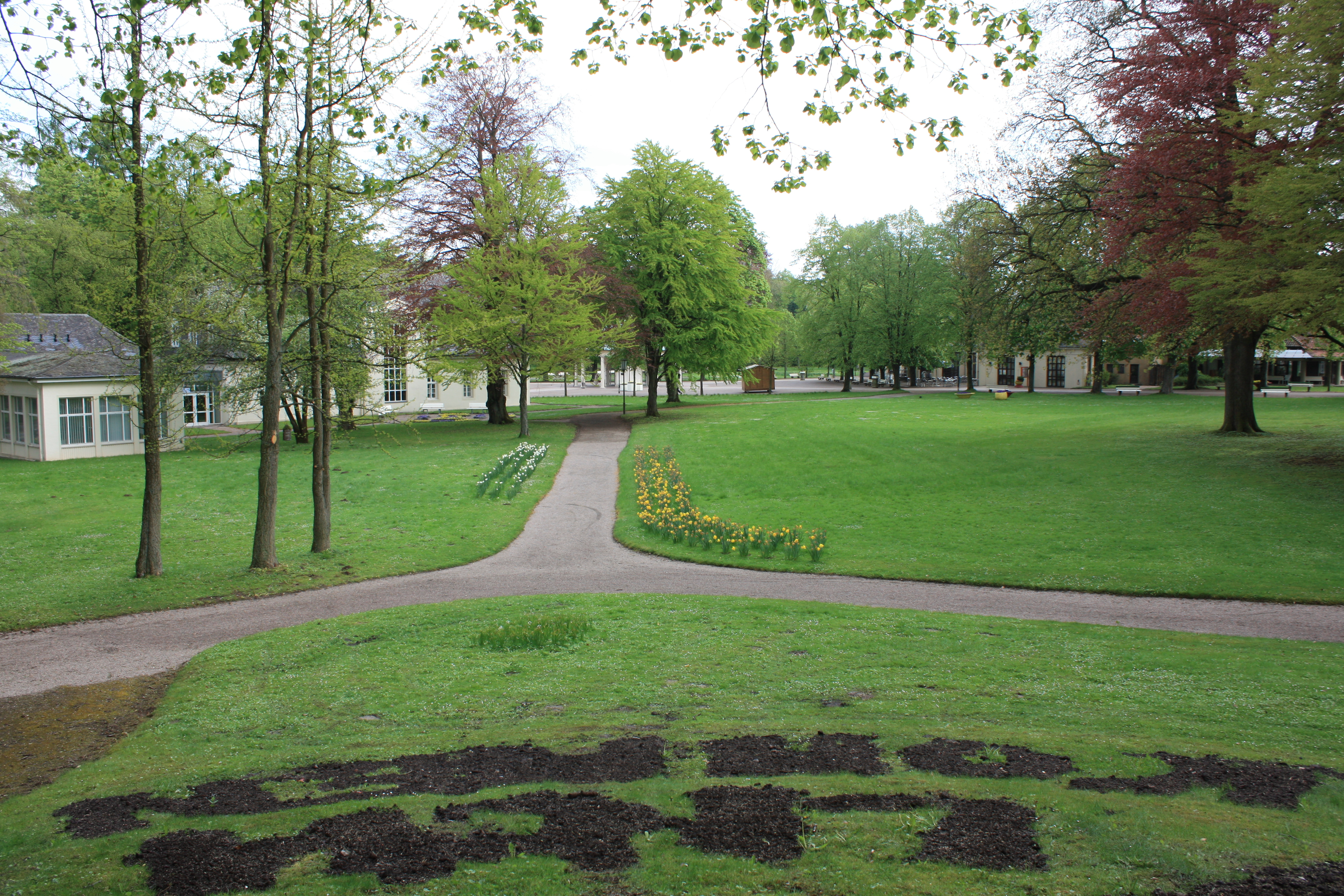
バート・マインベルクのクアパーク

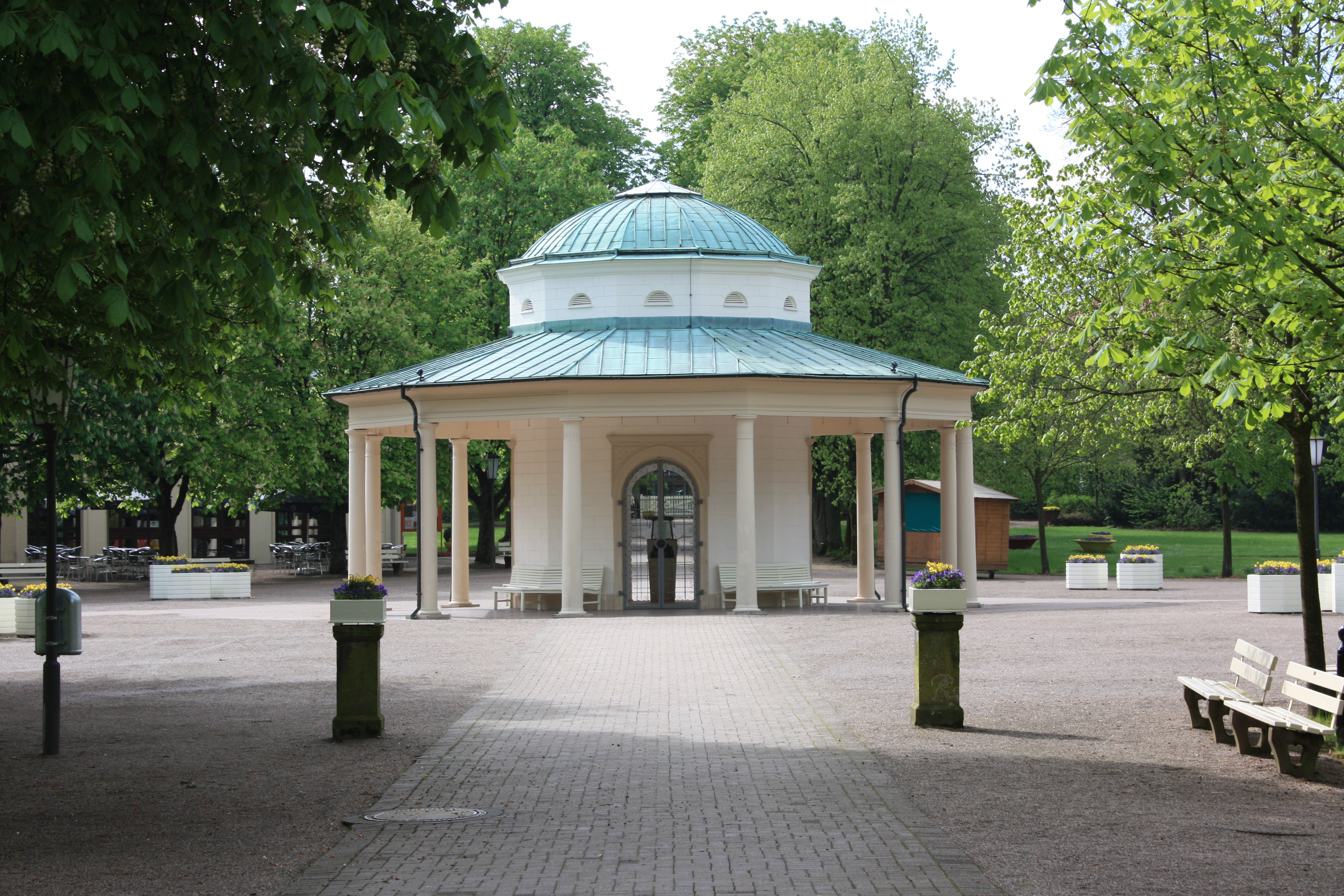
クアパークの四阿

バート・マインベルクの歴史的なクールパルク（クアパーク）は1770年頃にバロック様式の構成で造園された。広さは 6.25 ha である。
この公園の元々のデザインは上級森林監督官ファイゲが1767年に描いた計画スケッチに遡る。これが実現したのは、マインベルクの温泉業創始者ヨハン・エルハルト・トランペルと領主であるリッペ伯ジーモン・アウグストの援助によるものである。この公園は、炭酸孔（ガス源）の周辺に整備された、この炭酸孔はかつて温泉の源泉であると誤解されていた。公園内をヴェレ川が流れている。この公園の南北軸は西に向かって数度傾いており、北北西を向いている。公園の北辺には温泉・宿泊所シュテルン（1770年 - 1773年建造）、南辺には1775年に完成したクアハウス・ローゼがある。東西軸の西端はバート・マインベルクの中心となるショッピング街の並木道と交差する。元々幾何学的に構想されたこの公園は、時代とともに多くの改造を受けてきた。公園の中央に、1768年に八角形のブルンネンハウス（泉の館）が建てられた。ここから、延びるシナノキ属（ボダイジュなど）やトチノキ属（マロニエなど）が植えられた並木道とクマシデの藪で囲まれた対角線状の小径が公園の基本構造を構成していた。1785年にはすでにイギリス式庭園への最初大がかりな改造がなされた。クリスティアン・ケイの提案に基づき、ラウレンツ・ヒルシュフェルトは対角線状の小径を取り除き、十字に交差する並木道の間に景観庭園が制作された。直線化されたヴェレ川には、川の水量を抑制するために多くの堰が設けられている。公園の南西には眺望台としての築山が造られている。1820年にさらなる改造がなされた。この改造は、カッセルの宮廷造園家ノルダの設計によるものであった。彼はヒルシュフェルトのアイデアに基づき、曲がりくねった小径、芝地、小遊歩庭園を設けたヴェレ川の流れを変えるのではなく、小さな流れが軽く曲がりながら園内を流れるようにした。クアパークにあるブルンネンテンプル（泉の四阿）はブルンネンハウスに替えて1842年に建設された。この建物はバート・マインベルクの象徴的建造物であり、入口にはホルン＝バート・マインベルクの紋章が見える。
クアパークの拡張は、1828年のベルクガルテンの造営から始まった。広さ 3 ha の造園プランはビーレフェルトの造園技師ピーパーによって立案され、造園マイスターのヘルマン・ニーマイヤーによって施工された。バート・マインベルクの北端に位置するこの施設は、高度の低い南側の幾何学庭園部分と、高い北側の風景庭園部分を包含している。この公園の低い部分は、何段ものテラスになっている南斜面にある中央階段が庭園の印象を決定づけている。公園の中央軸は、元々「シュレスヒェン」あるいは「シュロス」（「城館」）と呼ばれるリッペ伯レオポルトの居館上に設定されていた。この建物は1962年に解体された。元々、ベルクガルテンとその南に位置する古いクアパークとは直接つながっていた。1986年に温泉ホテル「ツーム・シュテルン」の新館がこれを分断し、庭園の下部分には地下駐車場が設けられた。ここにあったテニスコートに替えて、2000年に「ガルテン・デア・ジンネ」が造られた。風景庭園部分は周回路で回れるようになった。公園の北端には公開されている防災避難小屋があり、園内を一望できる。

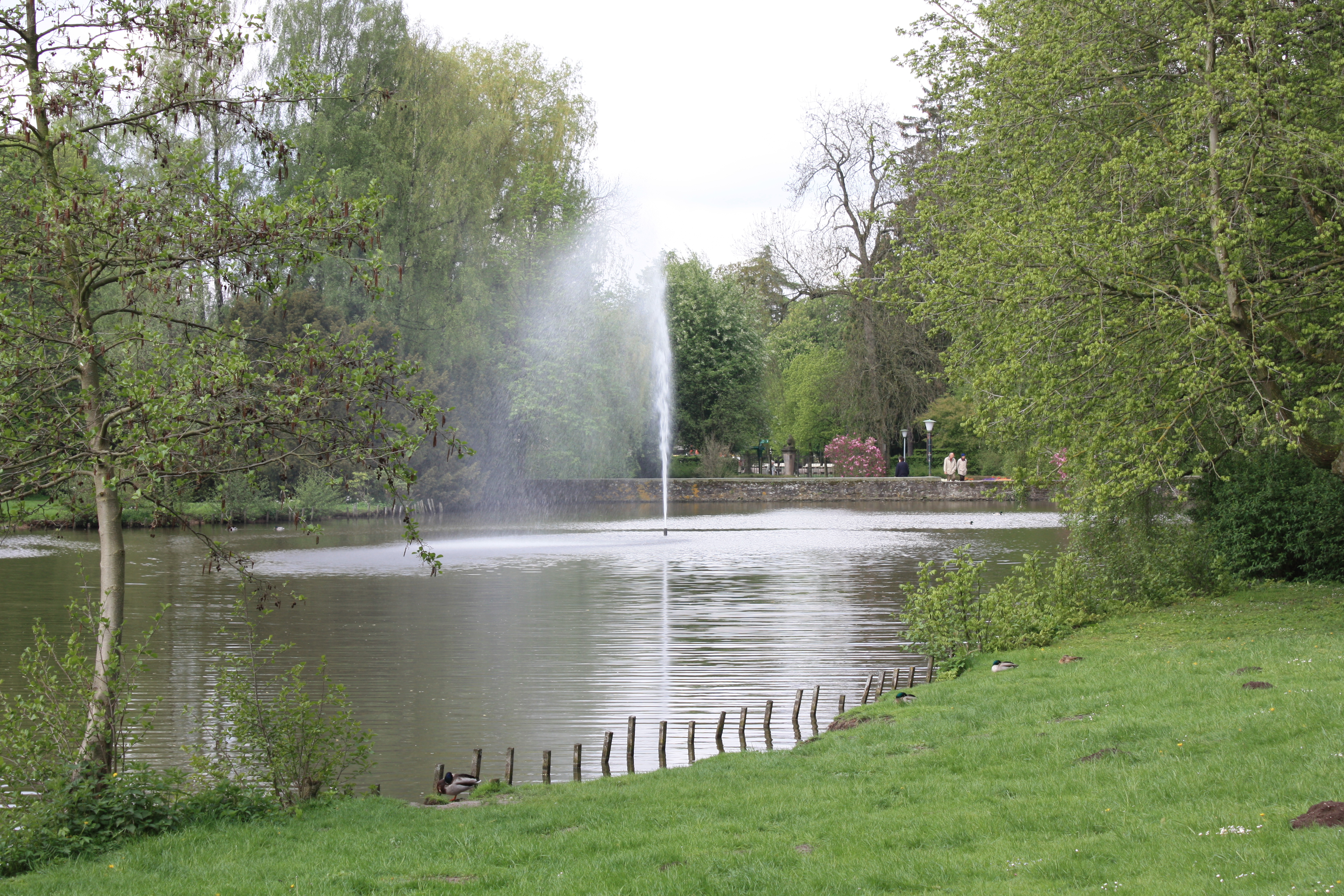
ゼーパルク

ゼーパルクは1953年から1955年にクアパークの東側につながる形で造営された。広さ約 3 ha で、約 1 ha の湖を内包している。この湖はヴェレ川を堰き止めて造られている。第二次世界大戦の終わり頃、フランス人強制労働者が洪水時の氾濫原を形成するための堰堤建設工事を開始した。1953年に堰止め湖が造られ、造園職人ヘルマン・ニーマイヤーの設計に基づくゼーパルクが完成したのは1955年であった。湖の中にある高さ 12 m の噴水は遠くからも見ることができる。ヴェレ川の流入口の近くにネプチューンの像がある。公園への入口は西側にある。これはクアパークの大きな花壇がある東西軸の延長上にあたり、直接湖に続いている。湖は周回路で囲まれており、その外側は木立や茂みに囲まれた建物（その多くは公園を見渡す温泉付きペンションや旅館）が境界を形成している。
約 40 ha の広さを持つジルヴァティクム（Silvatikum または Sylvatikum とも表記される）はホルン＝バート・マインベルク最大の公園である。この公園はバート・マインベルクの東端に位置している。クアパークやゼーパルクにつながっており、自由な風致公園に切れ目なく移動できる。1962年から1965年までの時代に、森林監督官シュプレットシュレーサーにより「レンダーヴァルトパルク」（森をテーマにした風景庭園）をコンセプトとして、世界中14の異なる地域から収集した36,000本の樹木や灌木が植えられた。50以上の属にわたる樹木群があり、以下の地域の特徴的な植物が見られる。日本（本州）、中国（ヒマラヤ）、コーカサス、東プロイセン、ポンメルン、シュプレーの森、中欧の水辺の森、アルプスの高地、北イタリアと地中海、ユーゴスラヴィアとボスニア、北アメリカ（ミシシッピ、カリフォルニア/シエラネバダ、北東アメリカ、北西アメリカ）。
公園の所有者は、シュターツバート・マインベルク GmbH である。すべての施設は一般公開されている。

### 自然文化財

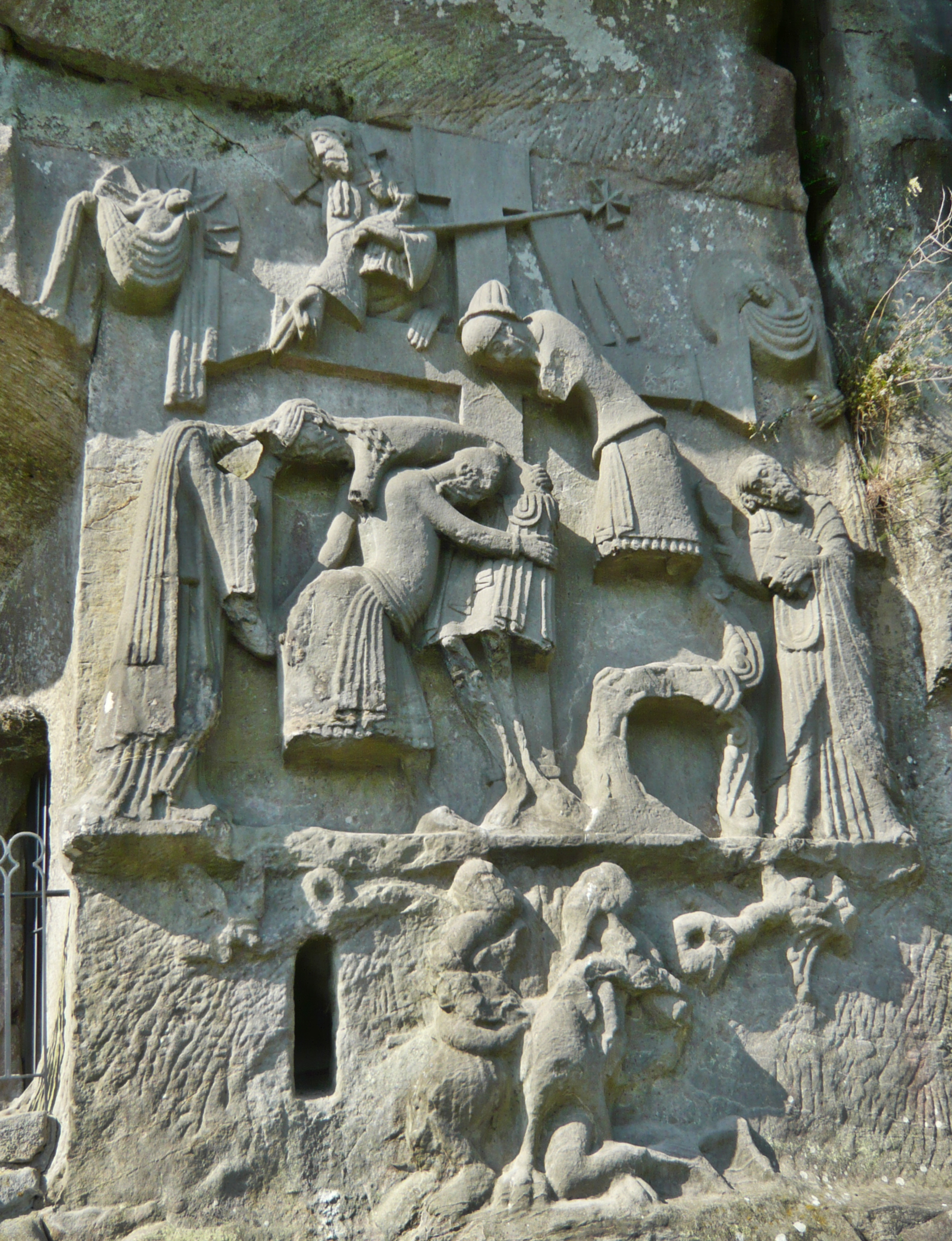
エクステルンシュタイネに彫られたキリスト降架のレリーフ

ホルツハウゼン地区にエクステルンシュタイネがある。これは、ヴィームベッケ川によって形成された、13個の、高さ最大 38 m の砂岩からなる岩石群である。これはドイツで最も重要な名勝の一つである。その周囲約 140 ha が自然保護地域に指定されている。12世紀の初めにここにキリスト教の巡礼所が設けられた。中心となる岩の岩壁に幅 3.6 m、高さ 5 m の、キリスト降架のレリーフが彫られたのである。岩の下ではヴィームベッケ川が堰き止められ小さな湖となっている。
ヴェーレン地区では、ヴェーザー川の支流であるヴェレ川が湧出している。
ビラーベック地区のノルダータイヒは、堰き止めによって人工的に形成されたリッペ郡で最も古い自然保護地区である。1115年にはすでに文献に記述されており、リッペ・ランデスフェアバントの所有である。
レオポルツタール近郊のジルバーバッハタールは景観上魅力的な小川の谷で、かつてジルバーミューレとカッテンミューレがあった。ジルバーバッハの名前は1711年から1712年にわずかながら銀が発見された事による。トイトブルクの森からエッゲ山地への移行部にあるリッピシェ・フェルマーストートは、人気のハイキング地である。高さ 441 m のこの山は、約 1,000 m 離れたプロイシシェ・フェルマーストート (468 m) い次いでエッゲ山地で 2番目に高い山である。その山頂は、風変わりな砂岩の形状をしており、印象的な眺望が得られる。
- ヴェレ川の水源
- ノルダータイヒ
- ジルバーバッハタール
- フェルマーストートの山頂

### スポーツ
TuS ホルン＝バート・マインベルク、トゥルキシャー SV ホルン、TSV ベレ、TuS ホルツハウゼン/エクステルンシュタイネ、TSV レオポルツタールは、ヴェストファーレン・サッカーおよび陸上競技連盟に加盟している。この他に 3つのテニスクラブ、1つのテニスおよびケーゲルセンター、フィットネスセンター、乗馬クラブ、2つの射撃スポーツクラブ、1軒のビリヤード・カフェがある。

### 年中行事
年中行事の1年は市庁舎前で 4月に開催される教会祭の春祭りで始まる。また、4月の第4週末にバート・マインベルクのアレーで園芸市が開催される。復活祭には各市区で「復活祭の火」が焚かれる。4月末には消防団がバート・マインベルクで「タンツ・イン・デン・マイ」（直訳すると「5月の踊り」すなわち「ヴァルプルギスの夜」）を開催する。
5月末にバート・マインベルクのワイン祭が、6月の第3週末にはバート・マインベルクの湿地と音楽の祭が開催される。大規模なクアパークのライトアップが多くの訪問客を惹きつける。夏休み後の 9月の第3週末はマインベルク市区の教会祭である。9月の最終週末はホルン旧市街のヘルンヒェンフェストが開催される。
ベラー・シュニルツと呼ばれる世俗祭は 10月の第3週末にベレ市区で行われる。同じ時にバート・マインベルクで農民市が開催される。第1アドヴェントの前の第3週末は市庁舎付近で開催される伝統的な教会祭であるホルンのクレッシェンが開催される。年末は、第3アドヴェントにバート・マインベルクのクアパークでクリスマスプレゼント市が開かれる。
この年中行事スケジュールに、7つの市区で開催される射撃協会および射撃兄弟会の射撃祭が 加わる。

### 名物料理、食材
ホルン＝バート・マインベルクでは、リュプヒェン・ラームズッペ（カブのポタージュスープ）、ピッケルト（イースト、小麦粉、ジャガイモから作られる焼き菓子）、ビルネンプディング（セイヨウナシのプディング）といった典型的なリッペ料理が食べられる。
早くも300年前からこの街のミネラルウォーターは知られていた。この水は1971年から「バート・マインベルガー」の商標名で販売されている。

## 経済と社会資本
ホルン＝バート・マインベルクは、ブロムベルク、ホルン＝バート・マインベルク、リュクデ、シーダー＝シュヴァーレンベルク、シュランゲンの連合体であるリッペ南部統一地方開発コンセプトに属している。

### 交通

#### 道路
ホルン＝バート・マインベルクで連邦道 B1号線と B239号線が交差する。B1号線はすでに1990年からバイパス道路として市域内を通っていたが、B239号線のバート・マインベルクとベレを迂回するルートは、やっと計画段階に入った。市内のバイパス道路「ヘッセンリング」とレオポルツターラー通りとのギャップをつなぐいわゆる「ジュートリング」もやはり計画段階である。

#### 鉄道、バス

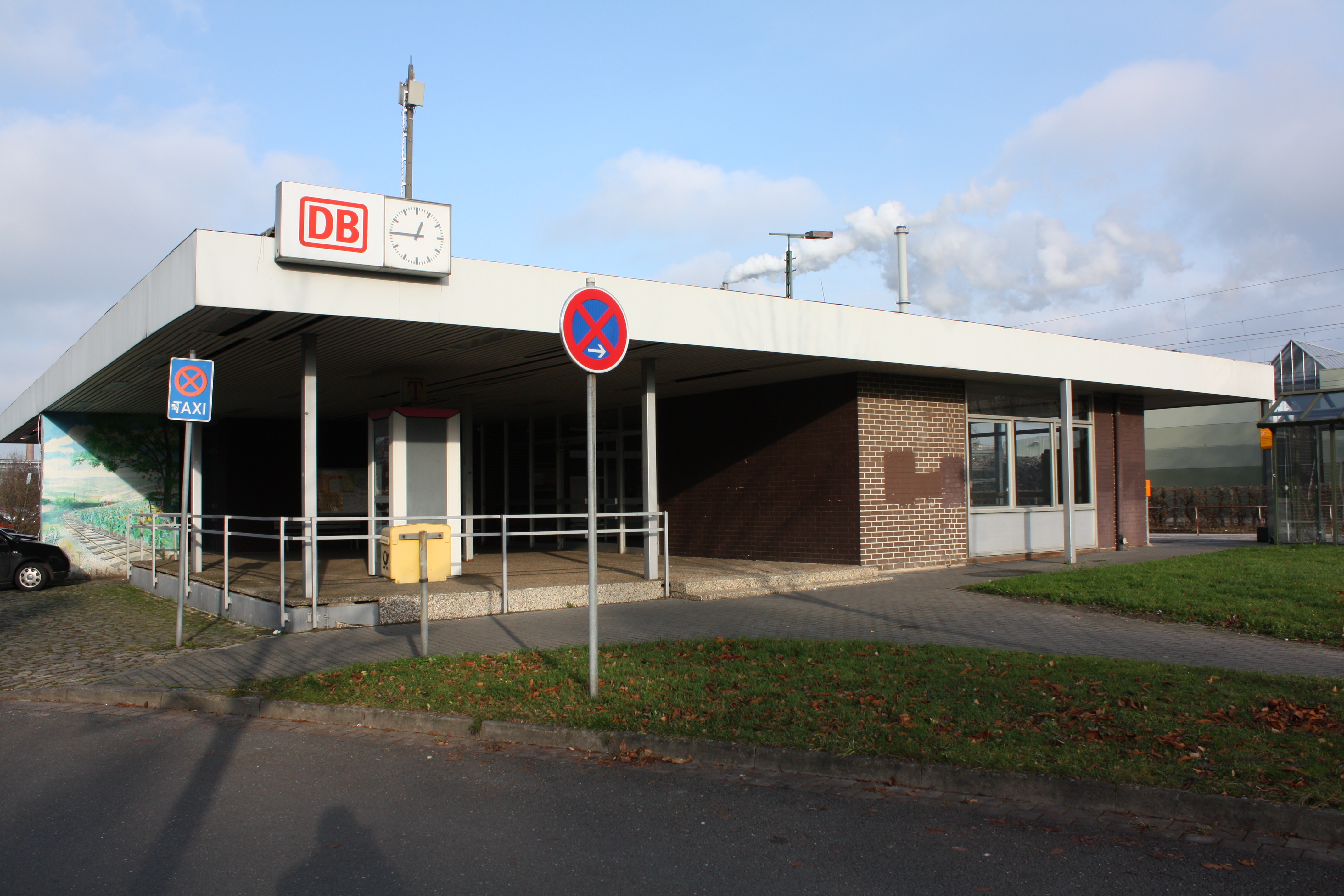
ホルン＝バート・マインベルク駅

ホルン＝バート・マインベルク駅は、ヘルフォルト - アルテンベーケン線の駅である。この駅は、RB72「オストヴェストファーレン鉄道」ヘルフォルト - デトモルト - アルテンベーケン - パーダーボルンが1時間毎に、また数本のRE82「デア・ライネヴェーバー」（アルテンベーケン - ）デトモルト - ビーレフェルトが利用できる。RB72は、もう一つの駅であるレオポルツタールにも停車する。
旅客鉄道は、ヴェストファーレンバーンがFLIRTの電車によって、オイロバーンがタレントのディーゼル車輌を用いて運行している。ホルン＝バート・マインベルクの市域は、「デア・ゼクサー」運賃連盟（OWL交通 GmbH）に属している。
ホルン市区とバート・マインベルク市区は市バス路線で結ばれている。この路線は鉄道にも接続している。周辺の集落（シュランゲン、バート・リップシュプリンゲ、ブロムベルク）は地方バスで往来できる。

#### 自転車交通
自転車道「レーマールート」、「ウェルネス自転車ルート」、「バーンラートルート・ヴェーザー＝リッペ」、「ゼンネラートヴェーク」が市域内を通っている。この他に、カレー（フランス）からタリン（エストニア）に至る欧州自転車道 R1号線がエクステルンシュタイネのすぐ横を通っている。

### 地元企業
ホルン＝バート・マインベルク最大の雇用者（従業員数約 480人）は、ポルトガルの Sonae 工業コンツェルンに属す集成材製造業者 GHP GmbH である。この企業は 2001年に破産したホルニテクス・グループに由来する。この会社は1962年にフリードリヒおよびオットー・キュンネマイヤー兄弟によってキュンネマイヤー兄弟合板工場として創設され、1958年にキュンネマイヤー兄弟ホルニテクス・ヴェルケと改名され、2001年までに集成材および合成樹脂ボード工業のヨーロッパで最も重要な企業の一に成長した（4つの工場、約 3,000人の従業員）。

### メディア
リッペ郡で入手可能な唯一の地方紙がデトモルトのリッピシェ・ツァイトゥング出版ギースドルフ GmbH & Co. KG. が刊行しているリッピシェ・ランデス＝ツァイツゥング (LZ) である。LZは、月曜日から土曜日まで刊行され、「ノイエ・ヴェストフェリシェ」新聞グループに属している。
2003年末に、2番目の地方日刊紙「リッピシェ・ルントシャウ」が廃刊された。
市域内では 3つのフリーペーパーが配布されている。
- デトモルトのオッペルマン印刷・出版 GmbH & Co. KG は、水曜日と土曜日に「リッペ・アクトゥエル」を刊行している
- リッピシェ・ツァイトゥング出版ギースドルフ GmbH & Co. KG は土曜日に「リッピシェ・ノイエステ・ナハリヒテン」を刊行している
- ホルンのクーリアー出版 GmbH & Co. KG は年間13回（2009年現在）「シュタットアンズァイガー・ホルン＝バート・マインベルク」を刊行している

デトモルトに本社を置く民営の地方放送局ラジオ・リッペはリッペ郡のローカルニュースを放送している。西部ドイツ放送 (WDR) のスタジオ・ビーレフェルトは、ホルン＝バート・マインベルクを管轄する地方オフィスをデトモルトに有している。

### 公共機関
ホルン＝バート・マインベルク市施設局は汚水処理場を運営しており、246 km 以上の下水道網の下水を浄化している。上水道は、175 km 以上の水道管がほぼすべての市区に真水を供給している。市施設局は 19 の水源から水を汲み上げ、6,560 m3 の飲料水を製造している。水の需要量のわずか約 2 % をデトモルト市施設局およびフェルトロム水供給連盟から調達している。
市内には、バート・メインベルク、ベレ、ホルンに屋外プールがある。さらにホルン屋内プールとバート・マインベルクのミネラル温水プールがある。ホルン＝バート・マインベルク自衛消防団は、各市区ごとに分かれた 6つの消防隊からなる。
ホルンのユダヤ人市民にちなんで名付けられた市立図書館「ユーリー・ヒルシュフェルト」は 18,000点のメディアを収蔵している。これには、7,000点の児童向け図書、4,500点のミステリーやロマン、6,000点の実用書や種々の雑誌が含まれる。ニューメディアに関しては、この図書館は約 500点のオーディオカセット、100点の 学習ソフトウェアやオーディオブックのCD-ROMを有している。

### 教育
市内には基礎課程学校が 3校ある。最大の学校は約 500人の児童を擁するホルン基礎課程学校、次が児童数約 400人のバート・マインベルク基礎課程学校、そして約 160人のベレ基礎課程学校である。上級の学校はホルンの学校センターにある。約 350人の学生が在籍しているホルン＝バート・マインベルク本課程学校、ホルン＝バート・マインベルク実科学校、ホルン＝バート・マインベルク・ギムナジウムである。この他、ホルンには学習に特別なケアが必要な子供のための学校トゥルムシューレ（学習障害児のための養護学校）と精神障害者のためのシューレ・アム・トイトブルガー・ヴァルトがある。他の学校はいずれも市が経営者であるが、シューレ・アム・トイトブルガー・ヴァルトだけはリッペ郡が運営する学校である。
2013年10月15日現在、本市には合わせて189人の教員がおり、2,072人の児童・生徒が学んでいる。このうち 27.8 % が基礎課程学校、10.0 % が本課程学校、15.0 % が実科学校、33.8 % がギムナジウム、9.5 % が養護学校の児童・生徒である。

## 人物

### 出身者
- ダニエル・ブリンクマン（ドイツ語版、英語版）（1986年 - ）サッカー選手

## 引用
1. ↑  Bevölkerung der Gemeinden Nordrhein-Westfalens am 31. Dezember 2023 – Fortschreibung des Bevölkerungsstandes auf Basis des Zensus vom 9. Mai 2011
2. ↑  Geowissenschaftliche Gemeindebeschreibungen NRW: Horn-Bad Meinberg（2014年11月3日 閲覧）
3. ↑  Erdwärme nutzen: Geothermiestudie liefert Planungsgrundlage Archived 2005年9月14日, at the Wayback Machine.（2014年11月3日 閲覧）
4. 1 2 3  ノルトライン＝ヴェストファーレン州データ管理・統計局: Kommunalprofil Horn-Bad Meinberg（2014年11月3日 閲覧）
5. ↑  Neufassung der Hauptsatzung der Stadt Horn-Bad Meinberg（2014年11月3日 閲覧）
6. 1 2  Horn-Bad Meinberg: Stadtteile（2014年11月3日 閲覧）
7. ↑  
“1961年から1990年の平均気象データ”. 2014年10月28日閲覧。
8. ↑  Martin Bünermann: Die Gemeinden des ersten Neugliederungsprogramms in Nordrhein-Westfalen. Deutscher Gemeindeverlag, Köln 1970, p. 106.
9. 1 2  Statistisches Bundesamt (Hrsg.): Historisches Gemeindeverzeichnis für die Bundesrepublik Deutschland. Namens-, Grenz- u. Schlüsselnummernänderungen bei Gemeinden, Kreisen u. Reg.-Bez. vom 27.5.1970 bis 31.12.1982. Kohlhammer, Stuttgart/Mainz 1983, ISBN 3-17-003263-1, p. 321.
10. ↑  Hans Brenner-Eglinger: Brief eines Baslers aus dem Siebenjährigen Kriege, in: Basler Jahrbuch 1900, hrsg. v. Albert Burckhardt und Rudolf Wackernagel, Basel 1900, pp. 249–254.
11. ↑  ノルトライン＝ヴェストファーレン州内務・自治省: Gesetz zur Neugliederung des Kreises Detmold（2014年11月9日 閲覧）
12. ↑  ノルトライン＝ヴェストファーレン州内務・自治省: [Gesetz zur Neugliederung der Gemeinden und Kreise des Neugliederungsraumes Bielefeld (Bielefeld-Gesetz)]（2014年11月9日 閲覧）
13. ↑  Martin Bünermann, Heinz Köstering: Die Gemeinden und Kreise nach der kommunalen Gebietsreform in Nordrhein-Westfalen. Deutscher Gemeindeverlag, Köln 1975, ISBN 3-555-30092-X.
14. ↑  Schüler an allgemein bildenden Schulen in NRW nach der Religionszugehörigkeit（2014年11月9日 閲覧）
15. ↑  Haus de Jugend Alte Post（2014年11月9日 閲覧）
16. ↑  Bad Meinberg Evangelisch Gemeinde（2014年11月9日 閲覧）
17. ↑  Evangelisch-Freikirchliche Gemeinde Horn (Baptisten)（2014年11月9日 閲覧）
18. ↑  ノルトライン＝ヴェストファーレン州選挙管理委員会: 2014年のホルン＝バート・マインベルク市議会議員選挙結果（2014年11月9日 閲覧）
19. ↑  “Bürgermeisterstichwahl - Kommunalwahlen 2020 in der Stadt Horn-Bad Meinberg - Gesamtergebnis”. 2021年2月6日閲覧。
20. 1 2 3 4  LWL Geodaten Kultur: Historischer Kurpark Bad Meinberg (Kulturlandschaft) （2014年11月14日 閲覧）
21. ↑  Christian Kuhnke: Lippe Lexikon. Boken Verlag, Detmold 2000, ISBN 3-935454-00-7.
22. ↑  Horn-Bad Meinberg: Traditionelle Feste（2014年11月18日 閲覧）
23. ↑  Lipperland.de: Rezept Lippischer Pickert（2014年11月1日 閲覧）
24. ↑  Bezirksregierung Detmold: Integrierte ländliche Entwicklungskonzepte（2014年11月1日 閲覧）
25. ↑  LZ.de (Lippische Landes-Zeitung on-line)（2014年11月19日 閲覧）
26. ↑  nw-news.de (Neue Westfälische on-line)（2014年11月19日 閲覧）